# 軍刀

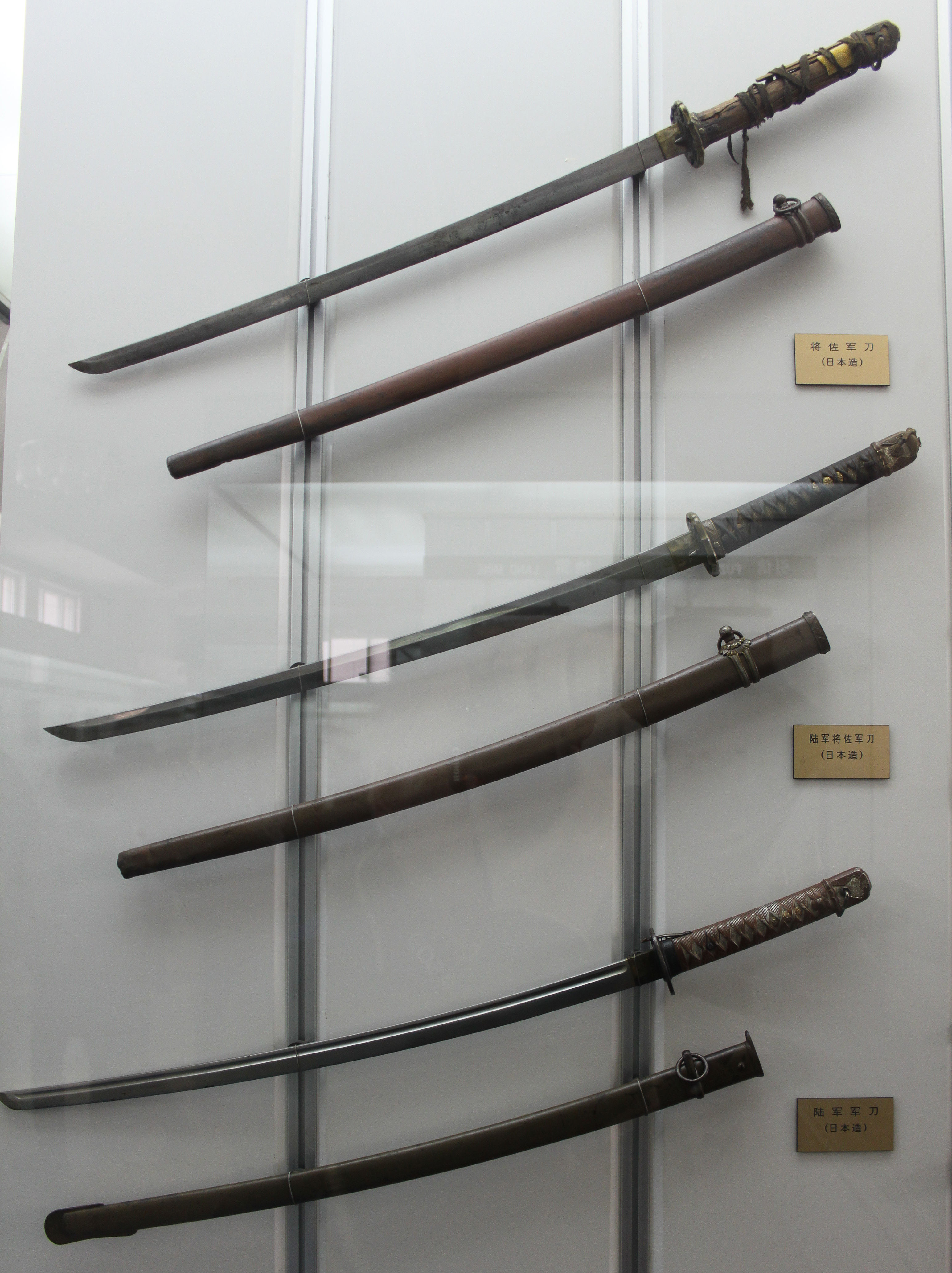
九五式軍刀（一番下）と将校用軍刀

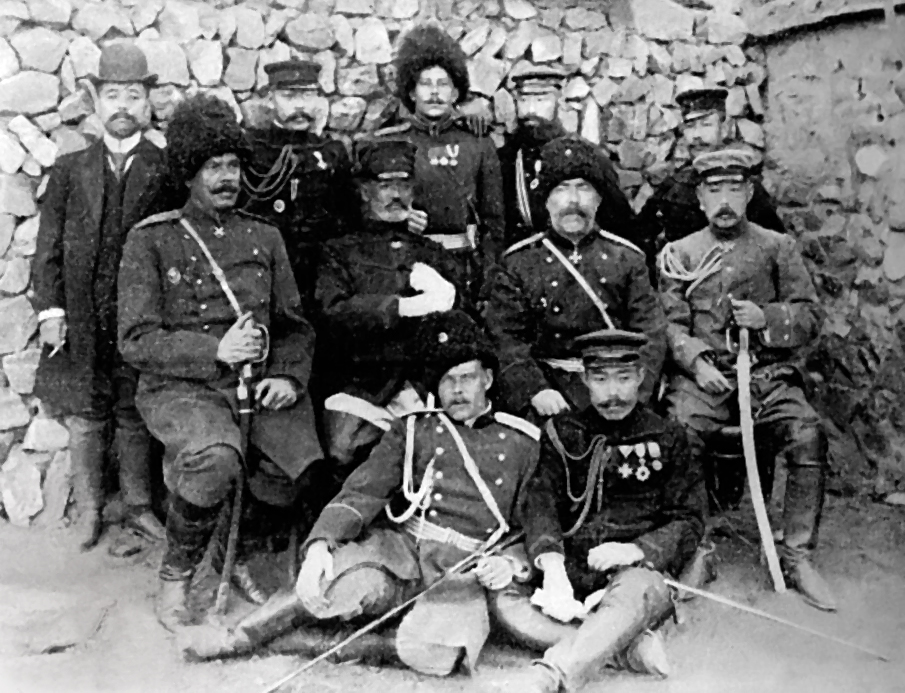
1905年1月、旅順攻囲戦水師営の会見において、ロシア帝国陸軍中将（旅順要塞司令官アナトーリィ・ステッセリ） らと写る、第3軍司令官乃木希典陸軍大将。以下日露陸軍の将校。通常、敗将は勲章や剣を外すが、乃木は体面を重んじ帯剣を許した。日露両軍ともに軍刀を佩用している

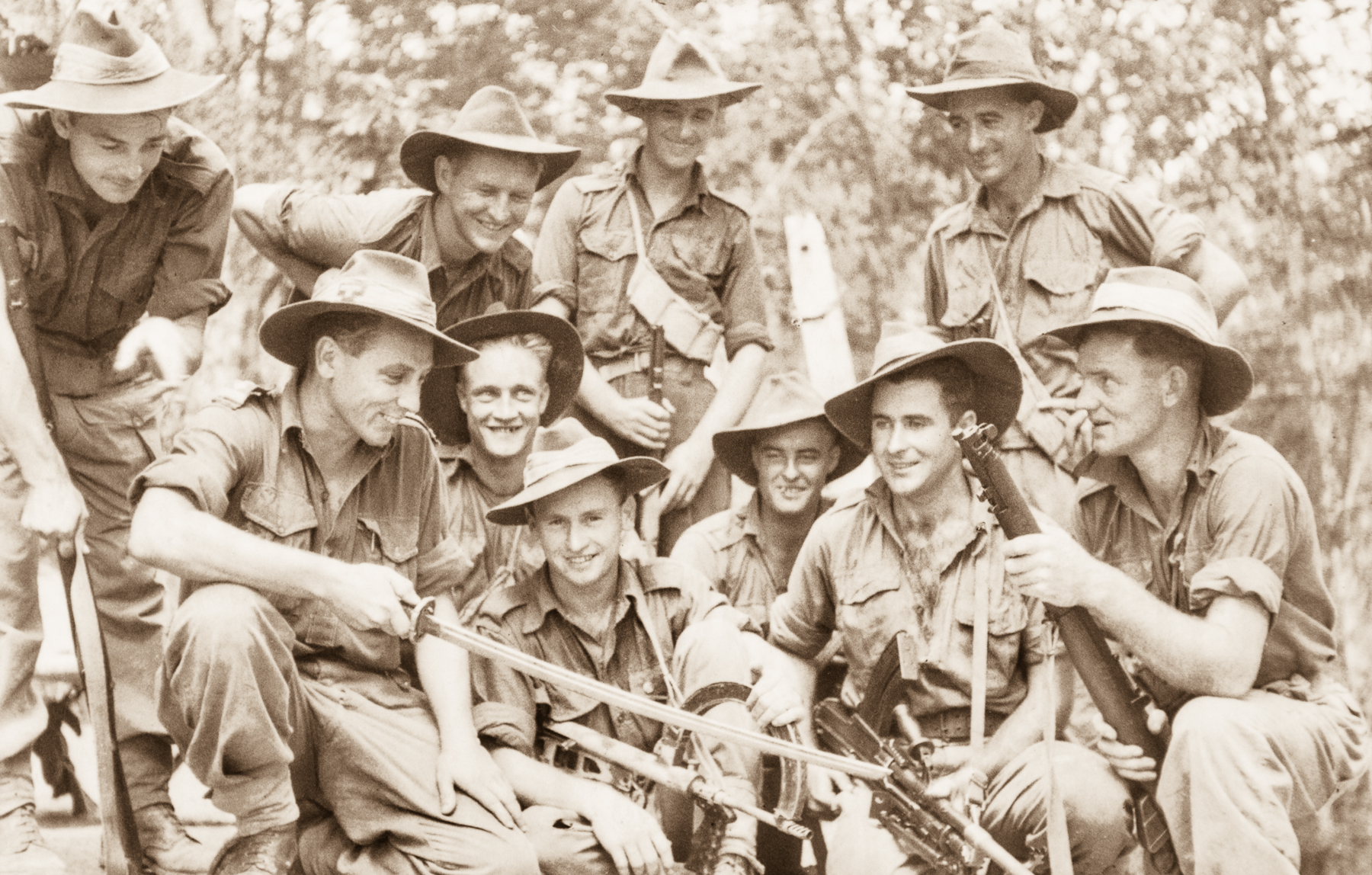
1945年7月、戦利品として入手した日本軍の軍刀（九五式軍刀）を持ち記念撮影中のオーストラリア陸軍将兵

軍刀（ぐんとう）とは、軍用に供された刀剣類の総称。戦闘や指揮時の装備品、正装・礼装や儀仗時の服飾用として使用される、刃のつけられていない模擬刀身仕込みの儀礼用の刀剣・短剣類も軍刀に含められるが、銃剣やナイフ類は範囲には含まない。
本項では主に日本の軍刀について詳述する。

## 概要

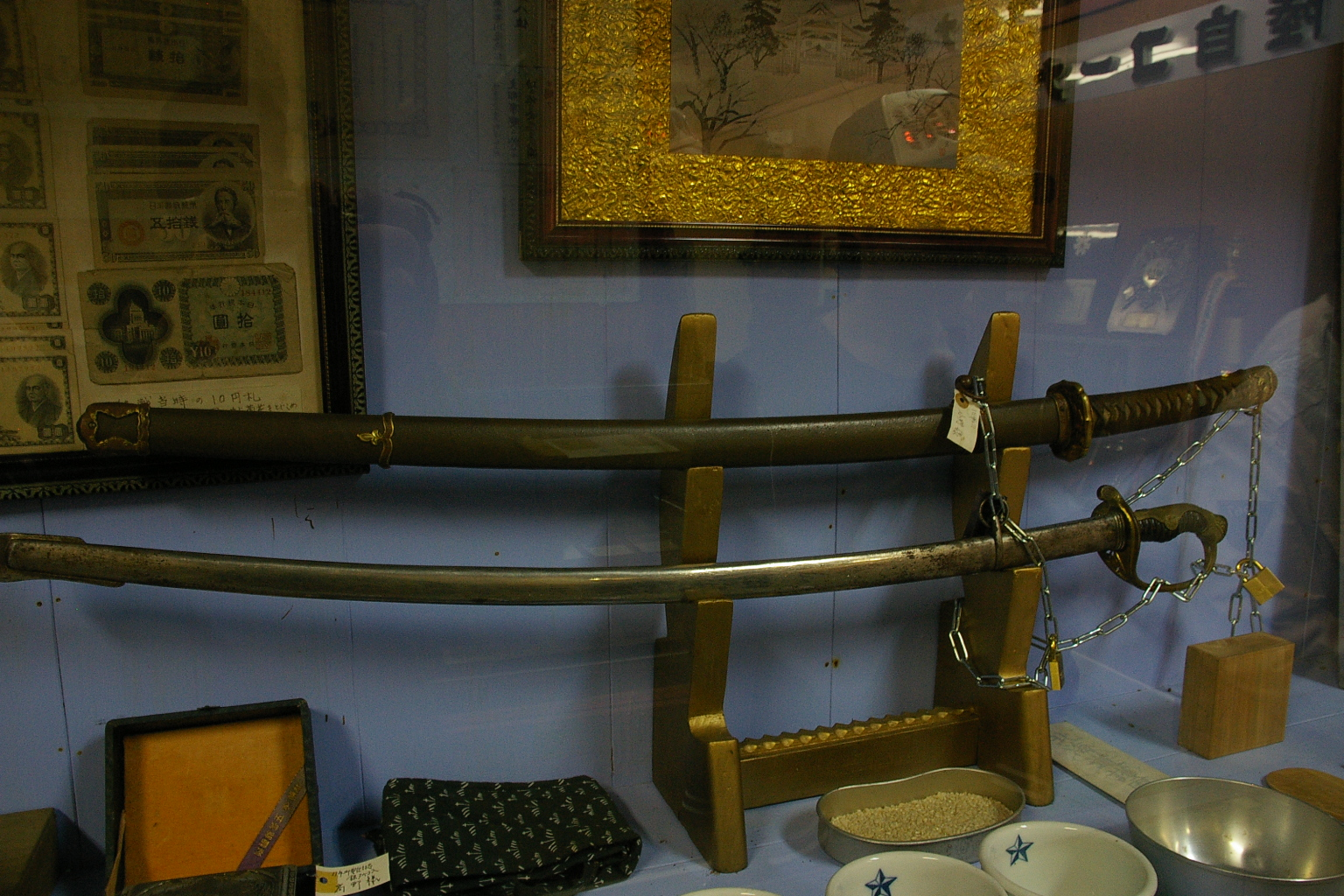
陸軍の昭和9年ないし13年制式の将校准士官刀（上段、将佐尉官准士官用）と、明治19年制式の将校准士官指揮刀（下段、尉官准士官用）

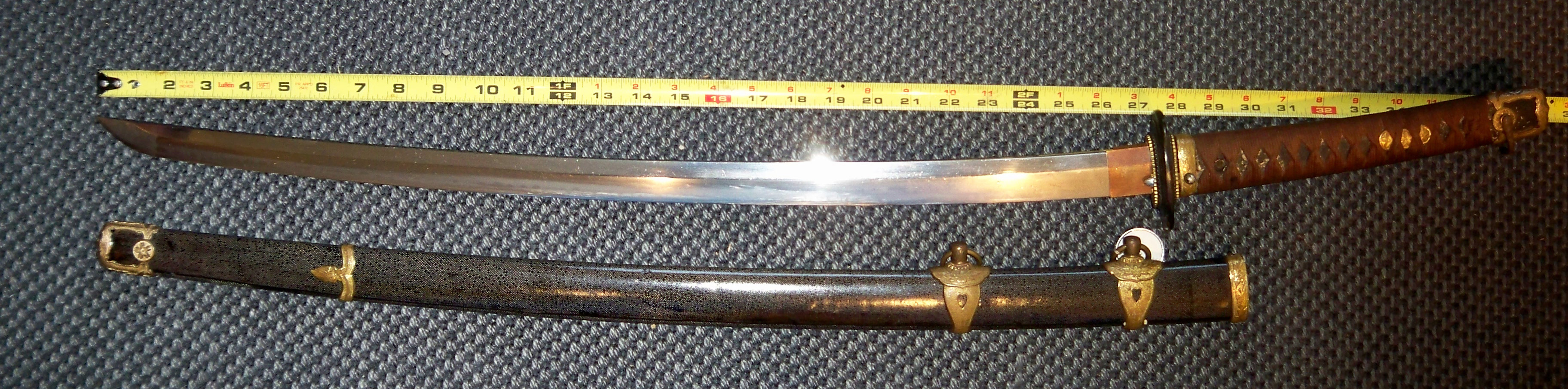
海軍の昭和10年制式の士官特務士官准士官刀

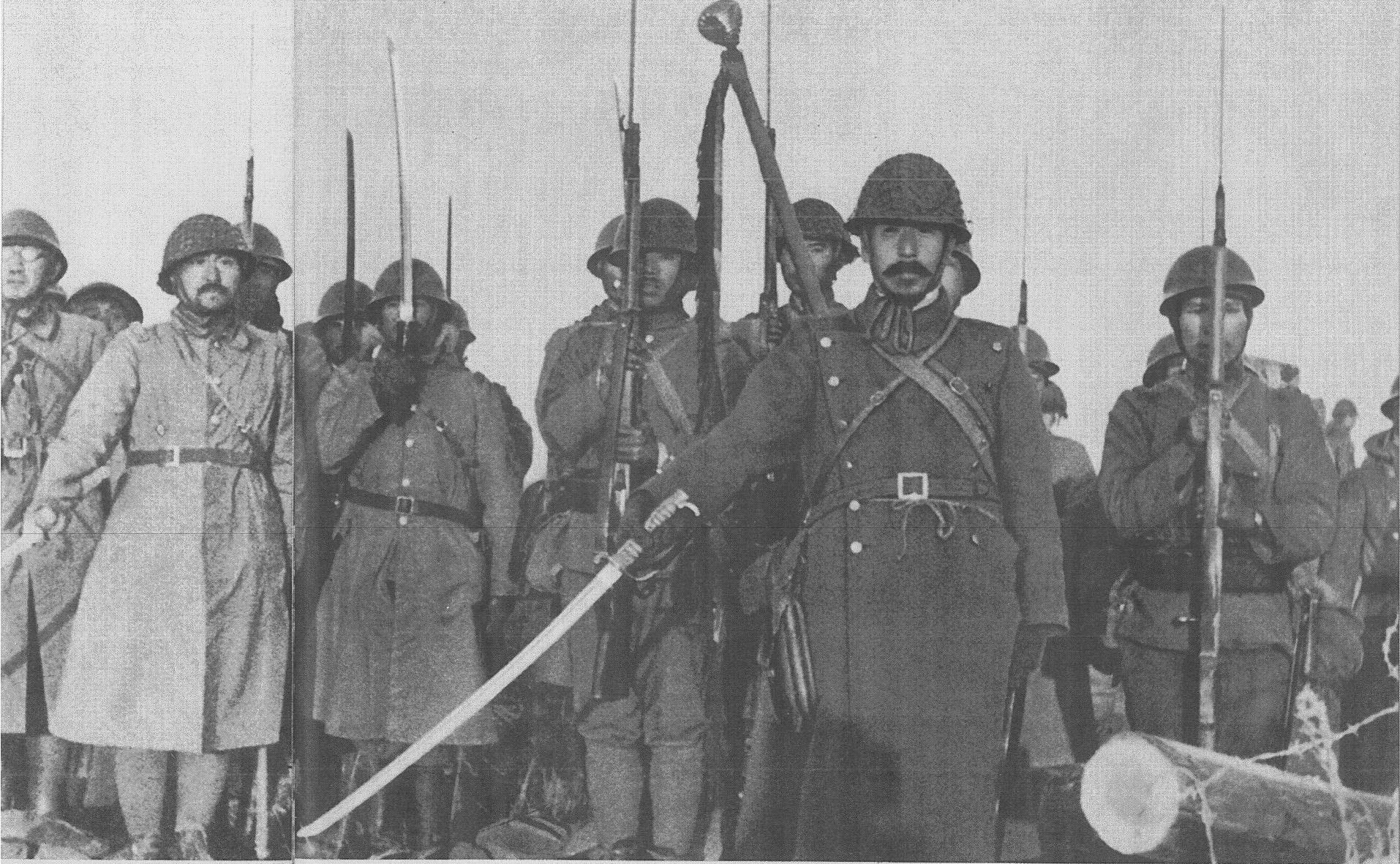
1937年、日本刀を仕込んだ明治19年制式の軍刀（佐官用）を佩用する陸軍歩兵大佐脇坂次朗歩兵第36連隊長、中央）。後方は昭和9年制式刀や九五式軍刀と思われる軍刀を佩用した将校・見習士官・下士官、および三十年式銃剣を着剣した三八式歩兵銃を持つ下士官・兵。連隊長を筆頭に「軍旗の敬礼」

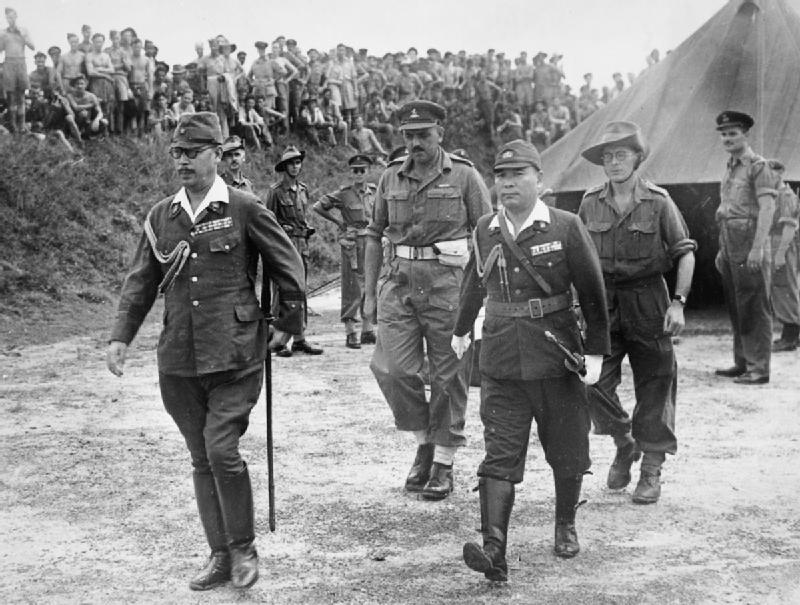
1945年終戦直後、イギリス・インド軍中将らと写る、陸軍少将沼田多稼蔵南方軍総参謀長（左手前）と海軍少将中堂観恵第13根拠地隊参謀長（右手前）。ともに太刀型（昭9制/昭13制刀・軍刀）の軍刀を佩用しているが、前者は陸軍将校用の略刀帯を上衣の下に、後者は海軍用の斜帯付き士官刀帯を上衣の上から締めている。

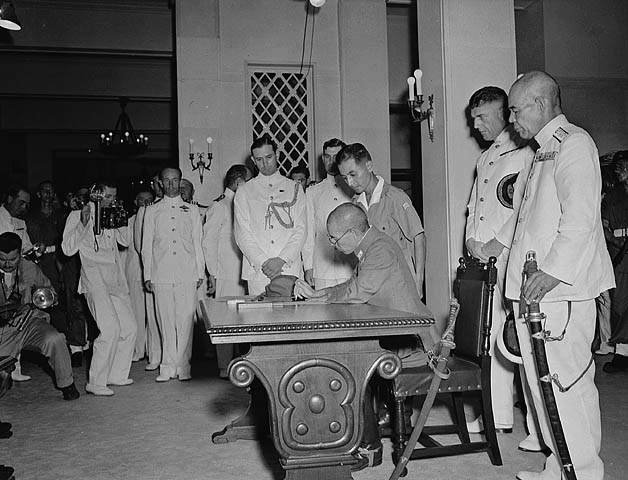
陸軍将校（中央着席）と海軍士官（右端）。陸海軍では軍刀の佩用方法や歩行時の保持動作が異なり、佩環が前者では一か所、後者では二か所となっている。

刀を保持する海軍士官（右端）。陸軍と異なる海軍独自の佩用・保持の仕方

明治維新後、富国強兵のもと近代的な軍隊を創設することが目指され、欧州列強国の指導を受けた日本軍は喇叭から火砲に至るまで装備の西洋化を推し進めた。まずフランスに範をとった帝国陸軍は1875年（明治8年）の太政官布告にて軍刀（「刀」）を制式し、将校（士官）が佩用（帯刀）する刀は外装・刀身ともに純サーベルとした。なお、同布告では野戦や常勤時に使用する軍刀とは別に、正装時に用いる「正剣」も制式されており（のちに廃止され刀に一本化）、様式はサーベルではなくエペとされていた。
しかし西南戦争における抜刀隊に対する評価や、日本人古来の刀に対する認識や操法（両手握り）などから、外装は制式のサーベル様式を踏襲しながらも、刀身を日本刀に変え佩用する事が次第に一般的となっていった。更に1935年（昭和10年）前後には、陸海軍ともに従来のサーベル様式外装に代わり、当時の時勢と戦訓を反映した日本古来の太刀を模した外装が制定された。
時代や状況にもよるが、基本的に軍刀を佩用できた軍人は陸海軍の兵科（兵種）・各部/科を問わない全ての将校/士官（海軍では特務士官を含む）と准士官、陸軍の見習士官、海軍の少尉候補生（短剣）、陸軍の士官候補生・陸軍士官学校（本科）生徒のうち兵科（兵種）が騎兵・輜重兵である者、海軍の海軍兵学校（機関学校/経理学校）生徒（短剣）。
更に陸軍の下士官兵においては、乗馬本分者たる騎兵・憲兵・輜重兵といった特定の兵科（兵種）に属する「帯刀本分者」と、徒歩本分者である歩兵などでも連隊・大隊本部附、営外居住者たる曹長を中心とする一部の上級下士官も該当する。
下士官兵（帯刀本分者）の軍刀は基本的に官給品であり管理も兵器扱いであるが、将校准士官の軍刀は上述の1875年の太政官布告以降、陸海軍解体に至るまで基本的に陸海軍服制上の制式であり、そのため純粋な兵器ではなくあくまで軍服などと同じ軍装品扱いであった。すなわち他の軍装品一式と同様に官給品ではなく私物であったため、階級に見合う軍刀を自弁調達する必要があった。外装など軍刀としての形は大まかには制式されていたものの、軍服と同じく各個人の嗜好や趣味、入手事情により実に様々な拵や刀身の軍刀が存在した。また、前述の通り下士官兵のうち対象者には官給品の軍刀が支給されていたが、上級下士官や、外地・前線にいる者は帯刀本分者でなくても私物として誂え軍刀を佩用する事例があった。
20世紀以降は兵器の近代化と進化した戦闘ドクトリン、騎銃とともに軍刀を主装備とする陸軍の花形兵科であった騎兵の衰退により、概ね第一次世界大戦から戦間期を境に各国では野戦における軍刀の使用のみならず、常勤時の佩用までも廃止する傾向にあった。第二次世界大戦の時点で軍刀を軍人の主要装備とし、また将校准士官が軍装品として常時佩用していたのは日本陸海軍と幾つかの国のみであった。第二次大戦後の現代では、日本の自衛隊を含む各国軍とも完全に儀礼用の服飾品という扱いとなっている。

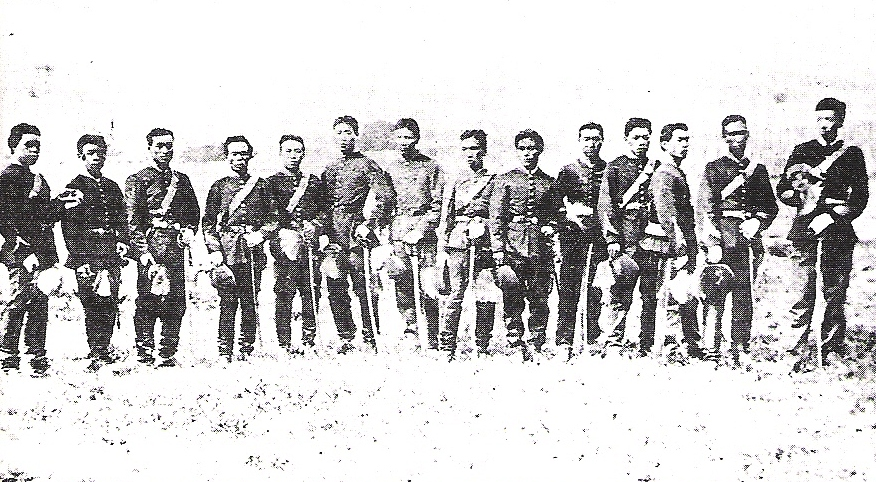
1875年当時の陸軍の各種刀
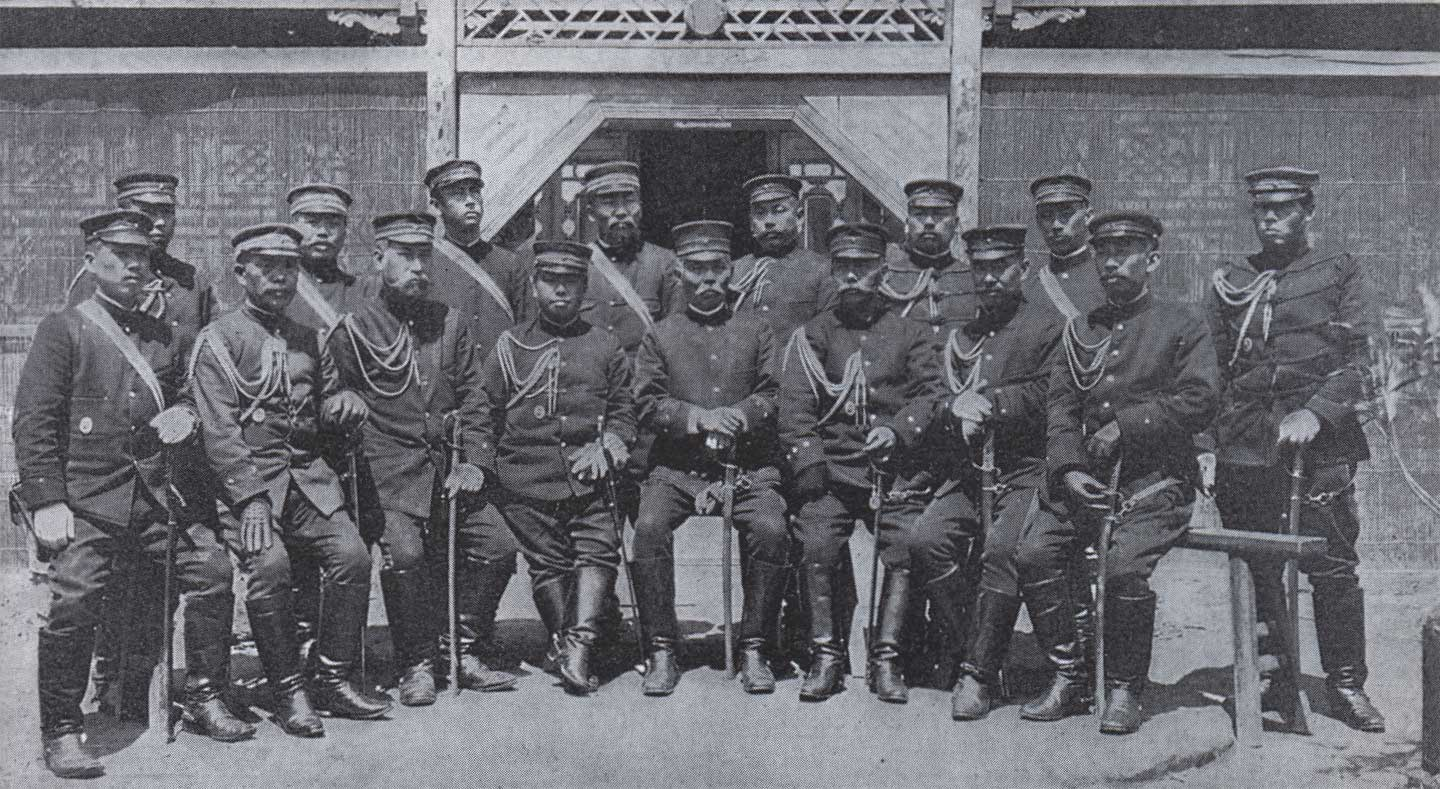
1904年当時の陸軍将校准士官の軍刀・指揮刀。いずれもサーベル様式だが、片手握り用と両手握り用とが混在している
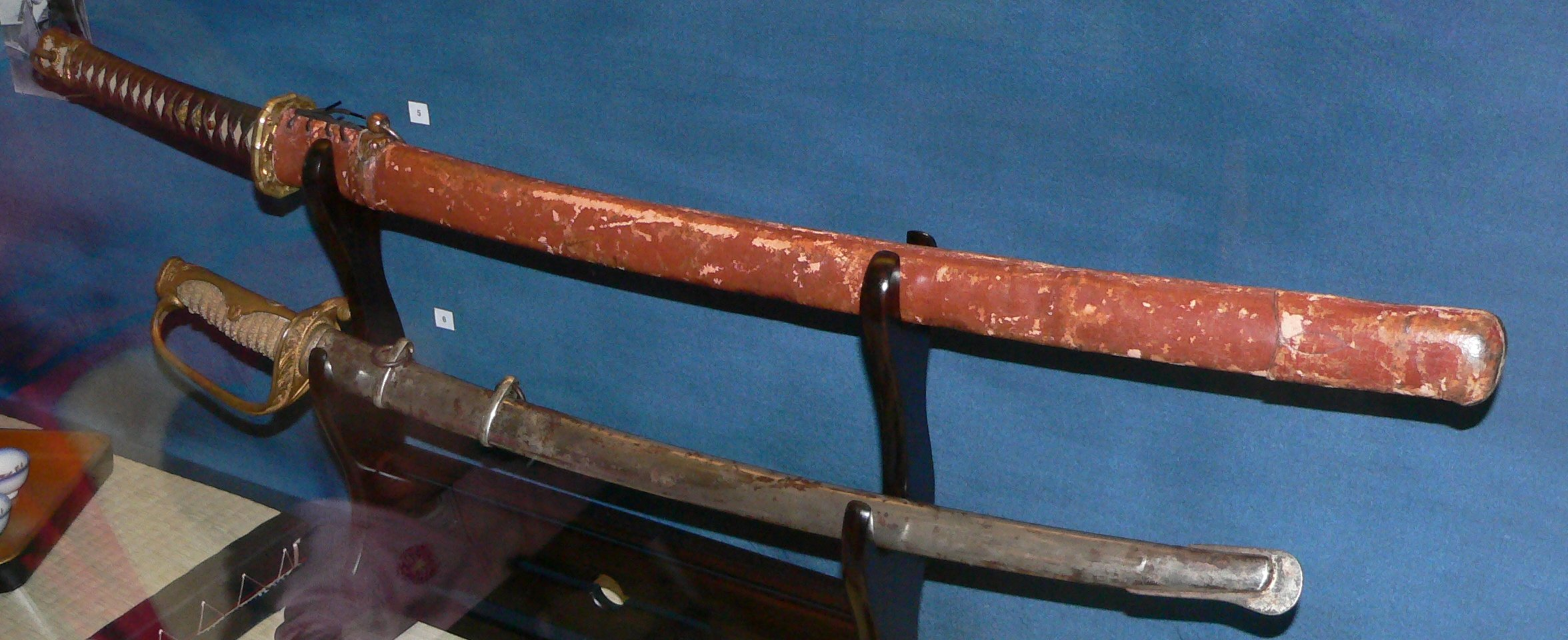
1930年代中期から終戦にかける当時の陸軍将校准士官の軍刀。上段は昭9制/昭13制刀（鞘には革覆を付している）、下段は明19制刀（尉官准士官用）
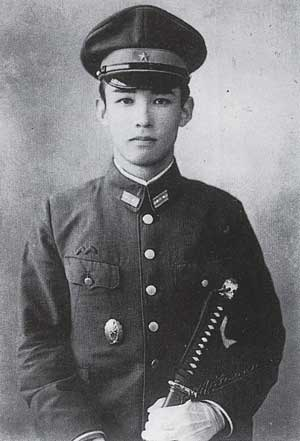
1938年当時の陸軍将校准士官の軍刀。昭9制/昭13制刀（陸軍航空兵中尉谷島喜彦）
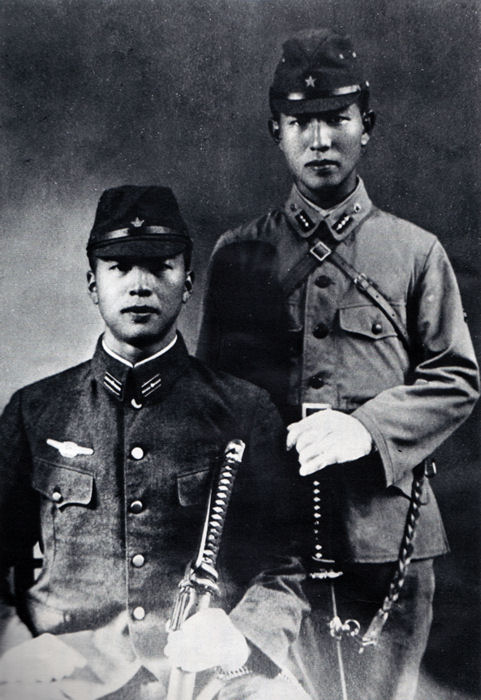
1944年当時の陸軍将校准士官の軍刀。昭13制刀を佩用する陸軍少尉と見習士官たる陸軍曹長（小野田寛郎）。見習士官は釣革に編み込みの革製グルメットを使用
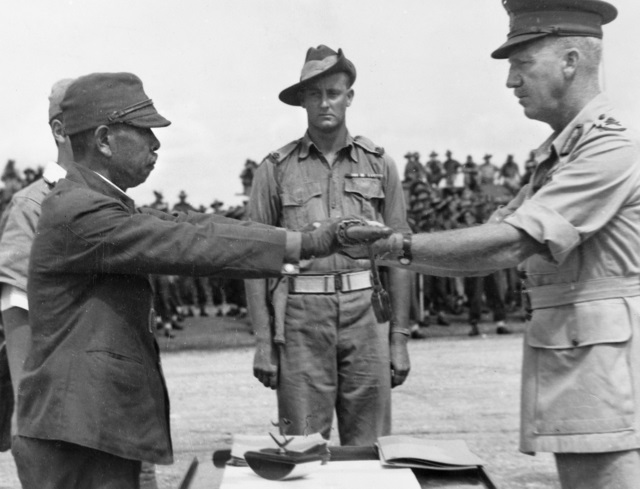
1945年9月、オーストラリア陸軍中将ホレス・ロバートソンに対し、降伏の証として自身の軍刀（昭9制/昭13制刀）を手渡す陸軍中将安達二十三第18軍司令官
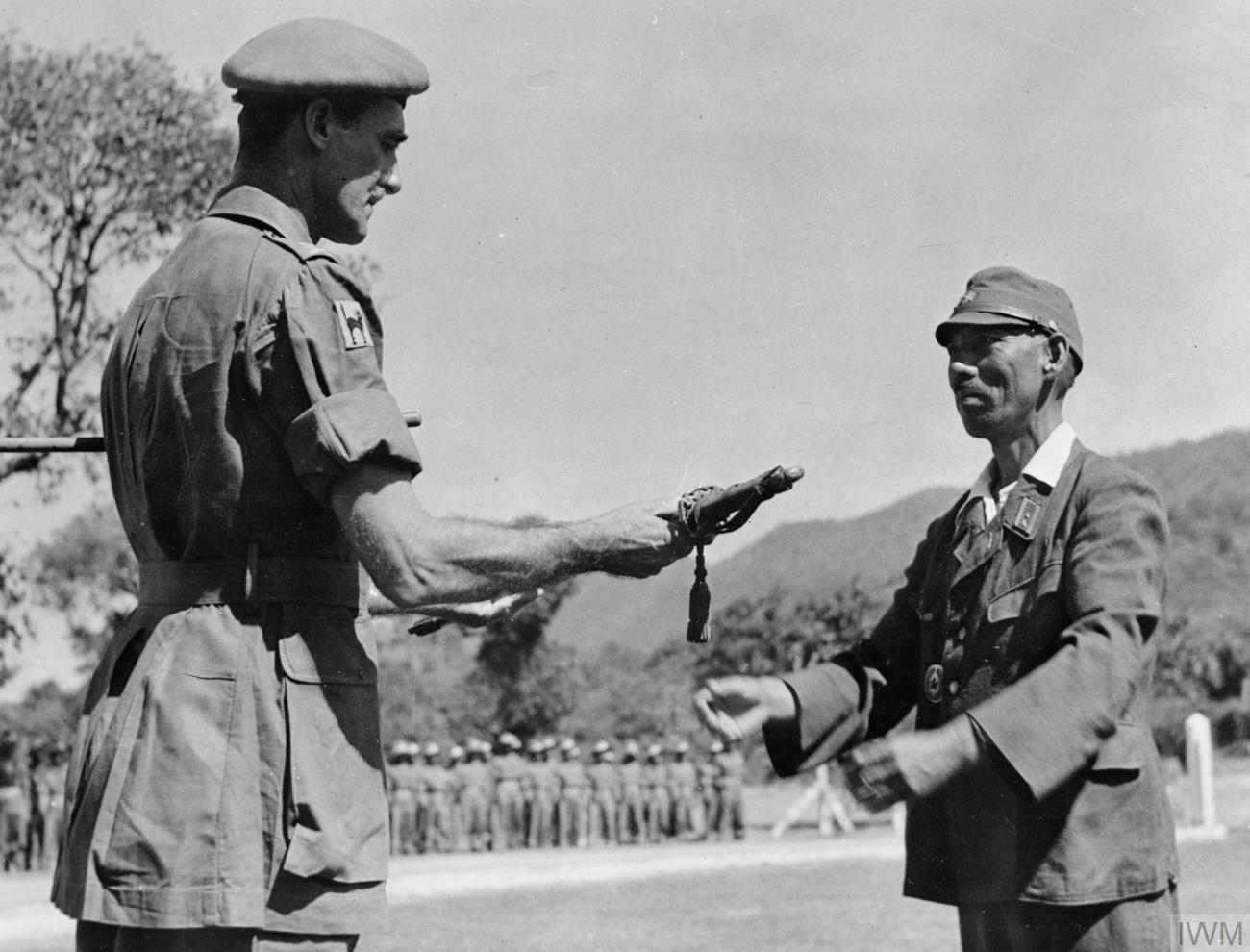
1945年10月、英印軍少将A・W・クローサーに対し、降伏の証として自身の軍刀（昭9制/昭13制刀）を手渡す陸軍中将河田槌太郎第31師団長

## 軍刀の種別

### 大元帥佩刀

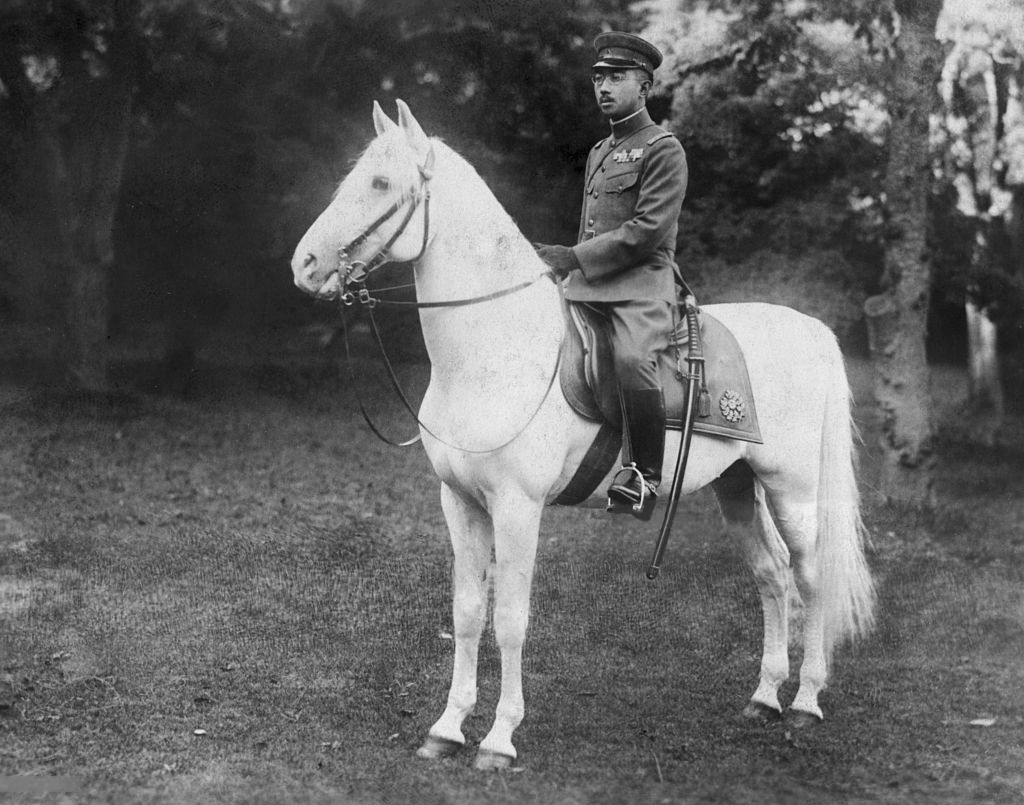
昭和9年制式の大元帥佩刀を佩用する昭和天皇。軍刀の鞘にある佩環は、徒歩時には刀帯・略刀帯のフックに掛けられるが、馬上ではフックから外されて釣革で吊り下げられる。騎馬本分者の釣革には金属製の鎖（グルメット）が用いられた。

陸海軍の大元帥たる天皇は大元帥佩刀（大元帥刀、天皇佩刀）を佩用した。
大元帥佩刀の外装は陸海軍の軍刀剣類に準じ、陸軍式御服着用時は陸軍の刀を、海軍式御服を着用時は海軍の刀を佩用する。

### 元帥佩刀
元帥たる陸海軍大将は元帥佩刀（元帥刀）を佩用した。元帥佩刀は後述の陸海軍の軍刀剣類とは外装や刀身、および刀としての位置づけはまったく異なる。
尚、通常の元帥刀は鞘の菊紋が五対だが、大元帥（天皇）の場合は七対となる。

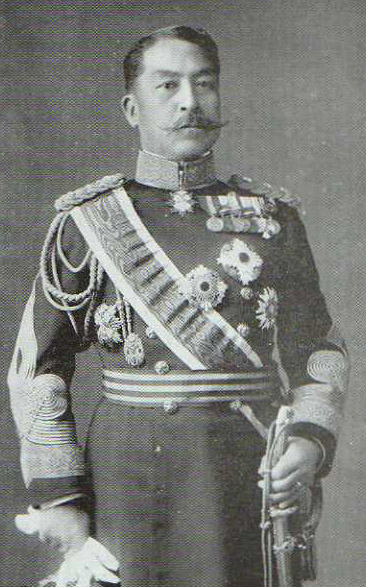
元帥徽章とともに元帥佩刀を佩用する元帥閑院陸軍大将宮載仁親王
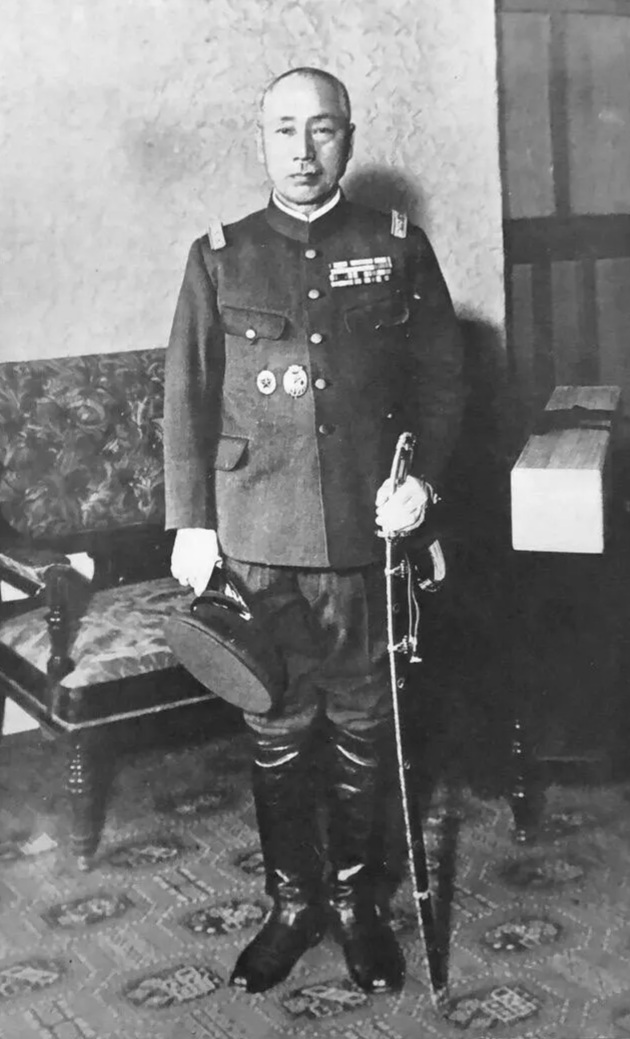
元帥徽章とともに元帥佩刀を佩用する元帥武藤信義陸軍大将
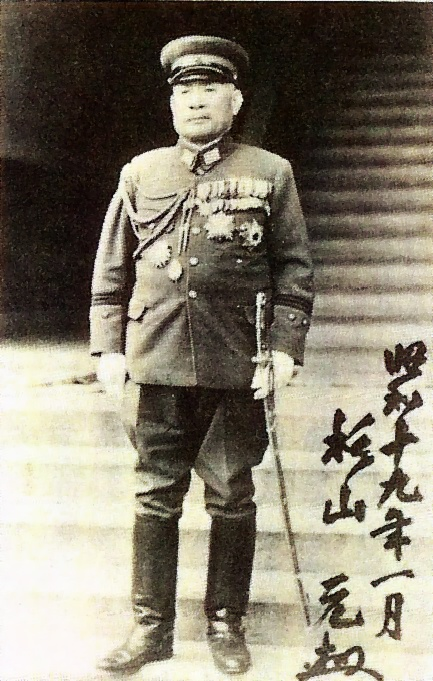
元帥徽章とともに元帥佩刀を佩用する元帥杉山元陸軍大将

### 陸軍

#### 将校および准士官
明治19年制式
1886年（明治19年）制定。主に昭和10年代中頃まで使用された。明治8年に制定された刀のうち、騎兵科以外の刀が歩兵科の意匠に統合され、騎兵科の刀も鍔の意匠が変更された。外装は西洋風のサーベルであり、鞘は煌びやかなニッケルメッキであるが、切羽や柄の鮫皮巻き、八重桜・桜花・桜葉の彫物などに日本の刀装具の面影を見せている。ただし、規定上は鮫皮巻きの刀は存在せず、片手握りで柄が水牛角もしくは鼈甲の、いわゆる指揮刀のみが記されていた。また多くは従来の日本刀操法に準じ柄は両手握りが多く、目釘を使用するなど日本刀仕込みに特化した外装をもつ和洋折衷の品である。のちには太刀型の昭和9年制式刀が登場し次第に取って代わられ、更に服制自体が大幅に改定された昭和13年制式でこの明治19年制式刀は陸軍服制上より事実上削除されるが、当分の間（無期限扱い）明治19年制式刀を混用することは同時に認められており、引き続き第二次大戦終戦まで使用された。そのため現代ではそれら新軍刀たる太刀型と区別し、本刀は旧型軍刀、旧軍刀などと呼称されている。全兵科・各部共通の差異としては、階級により背金を占める桜・桜葉の彫物の面積が尉官は柄頭終端、将佐官は全体となる。また、騎兵科のみ柄・護拳の細部が一般兵科とは異なる（柄頭の一体化、護拳の簡略透かし）。
昭和9年制式
1934年（昭和9年、皇紀2594年）制定。本来は誤りである戦後の俗称（○○式などの制式名称がつくのは官品のみ）は九四式軍刀。時宜に適した半太刀拵の軍刀である。旧来の西洋風のサーベルは護拳と柄の間が狭く手袋着用時に邪魔になること、銀メッキの鞘が目立つことなど、実戦に向かない不都合な点があった。開発思想も洋式固執を改めて日本式のデザインと機能を見直し、これらの実戦教訓を取り入れることでより洗練された軍刀となった。鞘は鉄製が多く、次いで木やアルミも使用された。塗装は総じて光沢があり色調は帯赤茶褐色が多いが、佩用者の嗜好により朱色・真紅色・萌黄色など千差万別であり、漆塗りや研出鮫皮巻も少なくない。兜金や目抜、佩鐶などの部品類には八重桜・桜花・桜葉・蕾の意匠がなされている。鍔は古来の太刀拵に沿った意匠で4連の桜花が付き、明治19年制式刀の護拳のように透かしが多い。佩環は正装・礼装・通常礼装・軍装時は第一佩鐶と第二佩鐶の2個であったが、略装時用に1個（第二佩鐶）は着脱可能になっていた。
昭和13年制式
1938年（昭和13年、皇紀2598年）制定。俗称は九八式軍刀。同年の服制改正に伴い第二佩鐶を廃し1個のみに制定し直し、正装から略装まで一環で佩くようになった。そのため昭和9年制式刀と基本形に差異はない、しかし支那事変中に制定され大戦終戦まで相当数が製作・使用されたため、佩用者の嗜好や等級のみならず、製作業者や時期により無数の種類がある。旧制式に引き続き、時勢にまだ余裕のあった1940年（昭和15年）頃までは昭和9年制式刀と変わらず上等外装が多くを占めていたが、1941年（昭和16年）以降は太平洋戦争（大東亜戦争）開戦による物資不足や戦局の悪化に伴い、徐々に部品の簡略化など外装品位は低下していった。総じて鞘塗装は同時期の軍服絨に合わせ色調の濃い帯青茶褐色（国防色）が多い。
昭和18年制式
俗称は三式軍刀。刀身の銘から1943年（昭和18年、皇紀2603年）頃から生産されていたが、それ以前の将校准士官刀と異なり昭和18年制式の軍服類とともに勅令の服制令にて定められたものではなく、そのため純粋な陸軍制式軍刀ではないとされる一方、理由がありあえて陸軍は本刀を勅令裁可しなかったという説もある。
従来の昭和9年制式/昭和13年制式刀では「柄が脆くて戦闘時に破損しやすい」「諸捻りの柄糸が脆くすぐに擦り切れる」「目釘が1本のため折損しやすく刀身の脱落を招く」「茎（中心、刀身が柄に保持される部分）が短いため柄が折れる」「木部や鯉口から水や泥が浸入し刀身を傷める」「華美な鍔や柄頭が手を傷付ける」などの欠点が露呈した。本刀はこうした戦訓に対応して、更に実戦に特化した拵であり、一貫巻の柄糸と鮫皮全体に漆をかけ、茎を柄頭まで延長して目釘を2本とし、鯉口を入れ子構造の防塵2分割式に変更、暗色塗装、柄頭や鍔をはじめとした部品・装飾の簡略化がなされ、より堅牢な刀となった。

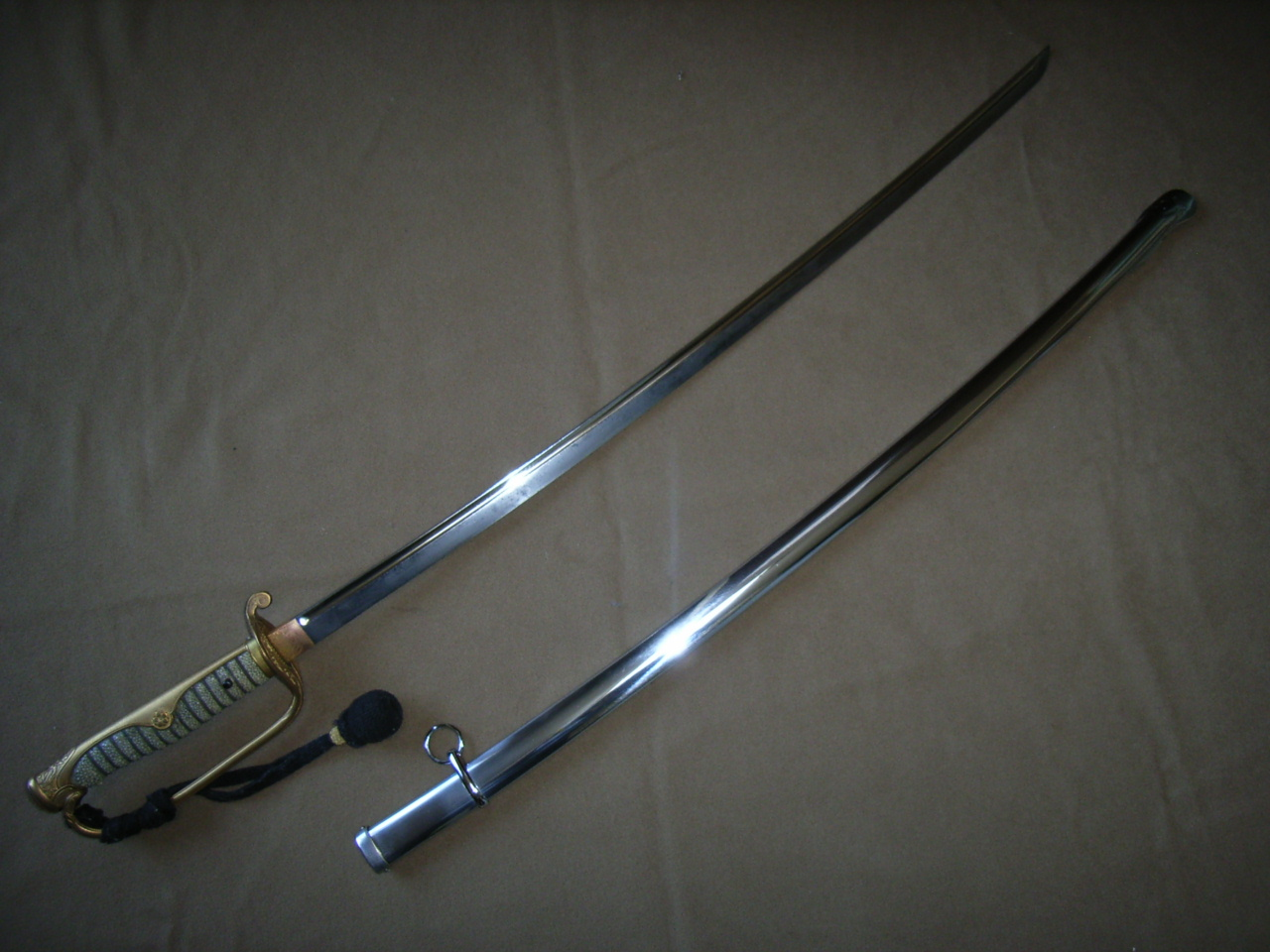
明19制刀（尉官用）
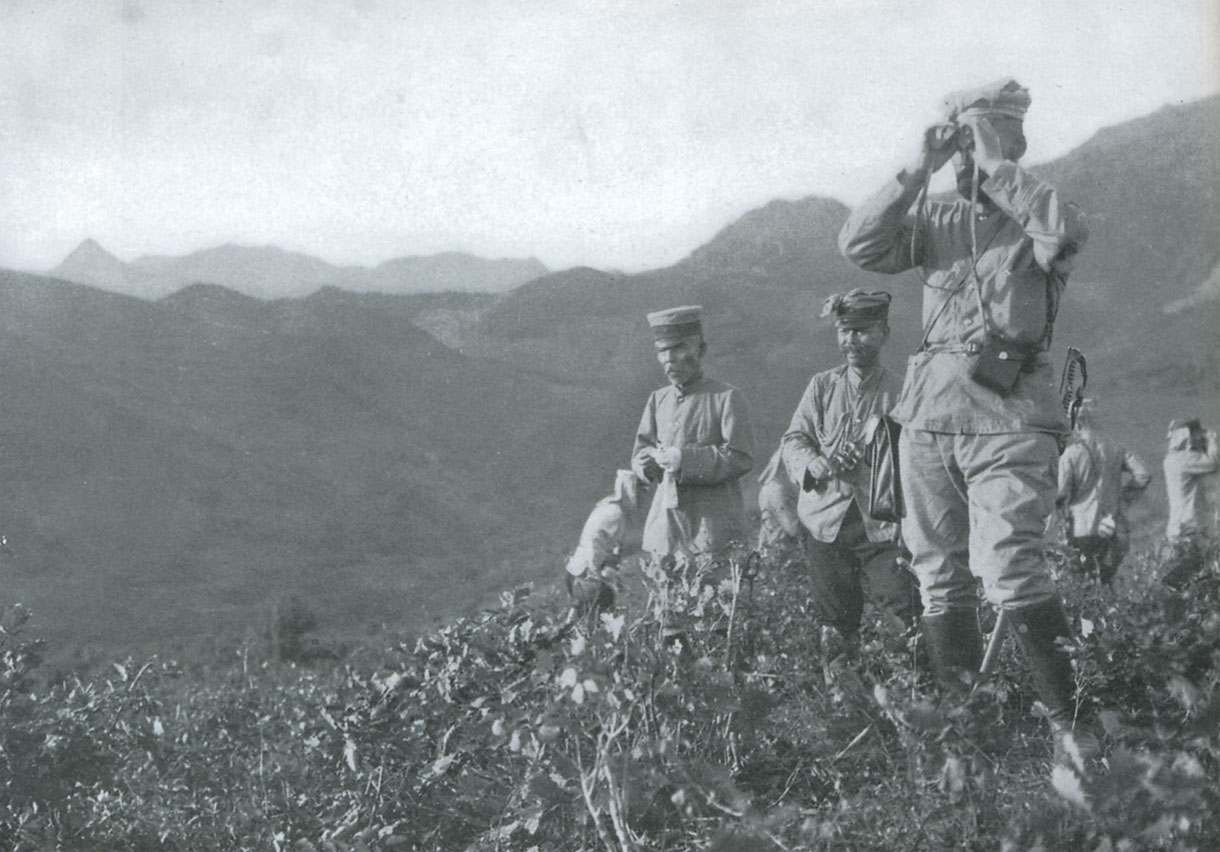
明19制刀（将官用）を佩用する黒木為楨大将（日露戦争）
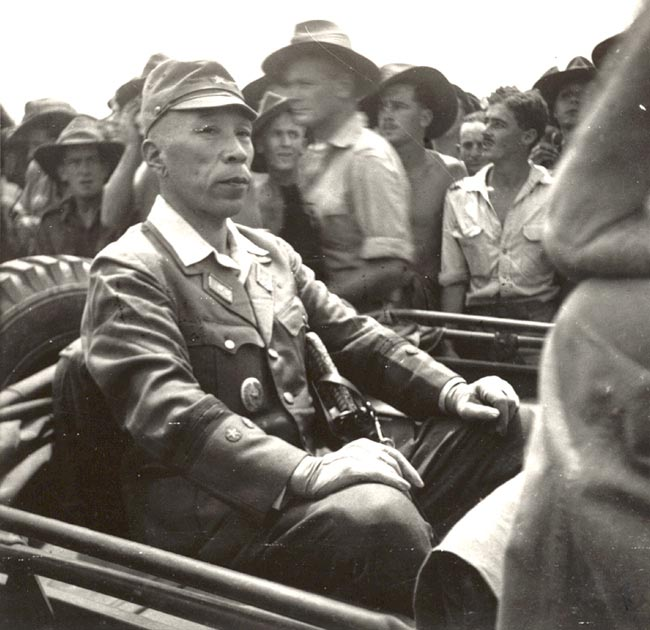
明19制刀（将官用）を佩用する馬場正郎中将（第二次大戦）。終戦後の1945年9月の撮影
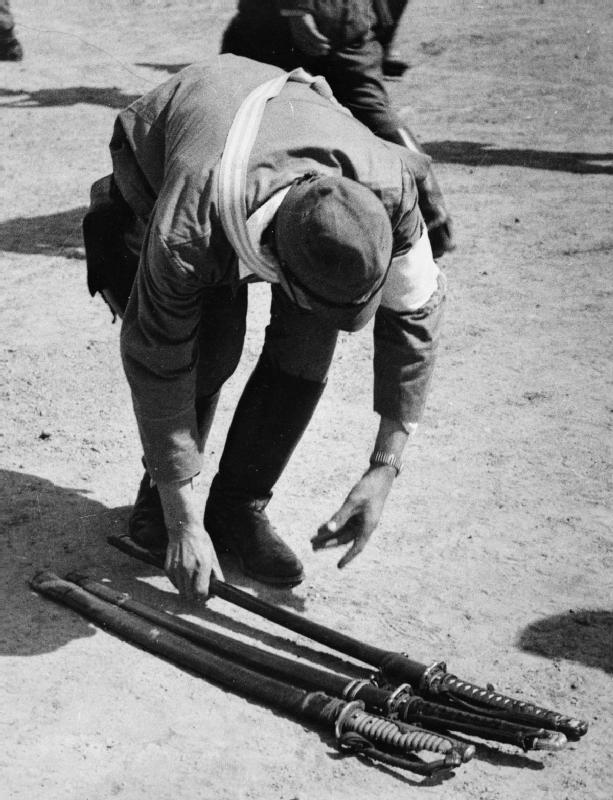
明19制刀・昭9制/昭13制刀。降伏式典において自身の佩用していた軍刀を地面に並べる将校（高等官衙副官懸章を佩用する副官）。手前には両手握り用の柄を持つサーベル軍刀も写っている。
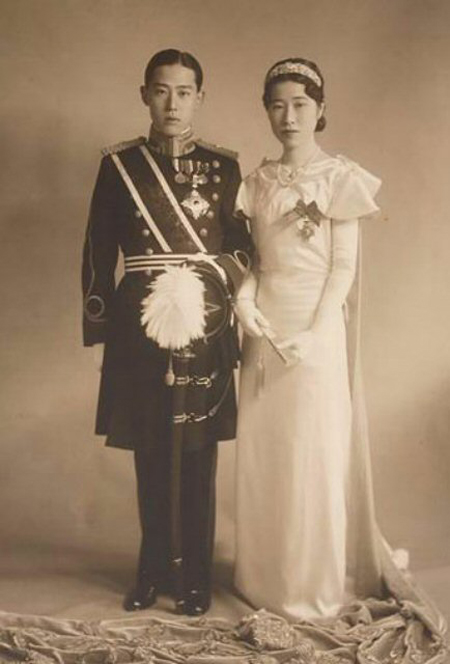
昭9制刀を佩用する李鍝砲兵少尉。正装のため第二佩鐶を付している
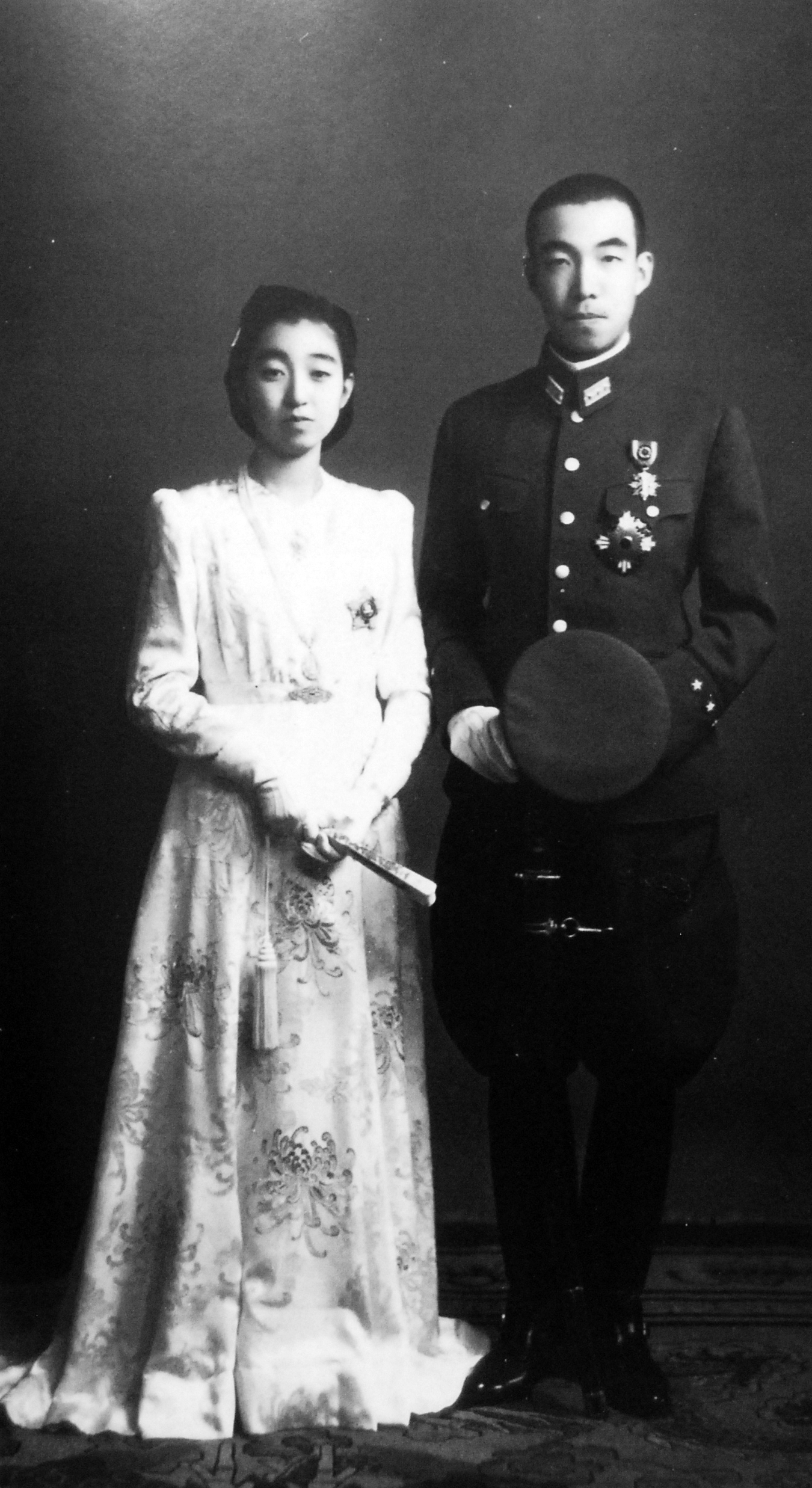
昭9制/昭13制刀を佩用する盛厚王
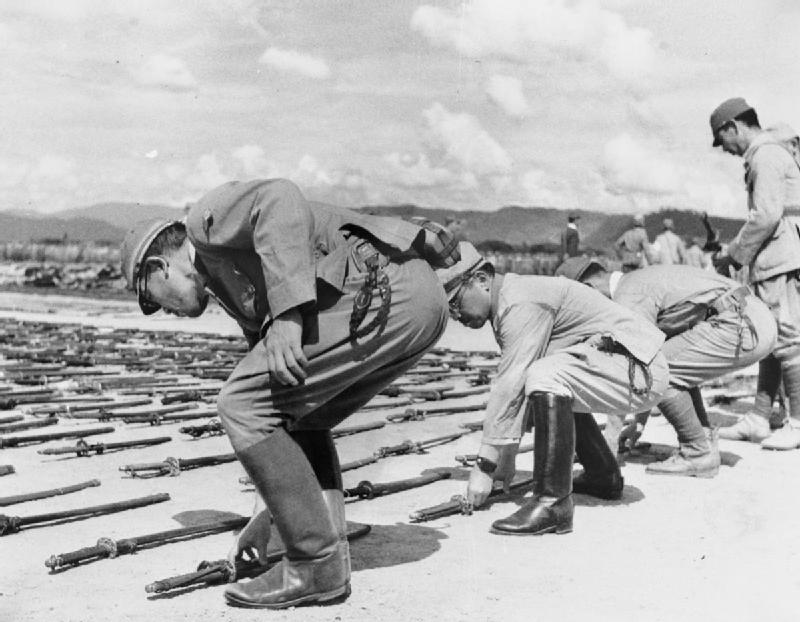
昭9制/昭13制刀。降伏式典において自身の佩用していた軍刀を地面に並べる陸軍将兵。手前から一人目と二人目は上衣の下に陸軍将校用の略刀帯を締め、吊革として編み込みの革製グルメットを使用している。三人目は軍袴に下士官兵用の刀帯を締めている。
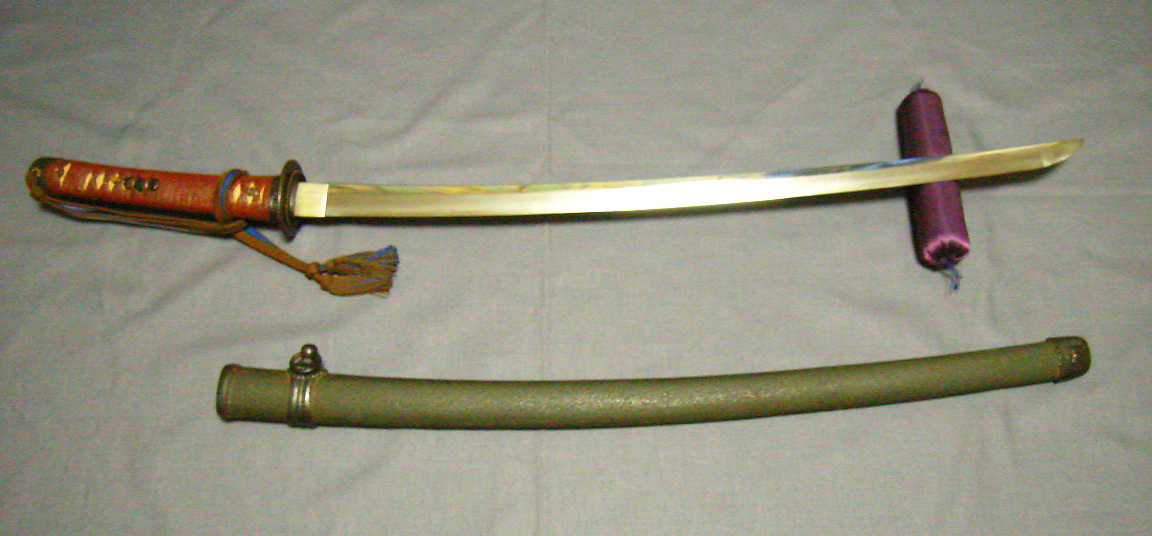
昭18制刀

#### 下士官兵（官給刀）
三十二年式軍刀
1899年（明治32年）制定。甲と乙の2種類があり、甲は騎兵用で長寸、乙は主に輜重兵や徒歩本分者用で甲に比べやや短寸となる。外装は明治19年制式の将校准士官刀とは異なり、柄は片手握りで刀身も純西洋式である。兵器たる官給品のため陸軍造兵廠などによる工業生産品。昭和に入り、片手握りで使い辛いなどと一部で評判の芳しくなかったため、乙は柄を日本刀式の物に変更した三十二年式改（仮制九一式）へ改められ、甲は主に乗馬本分者用として終戦まで生産された。なお、拳銃と軍刀を馬上で併用する騎兵の煩雑さを考慮し、南部式自動拳銃及び十四年式拳銃を本刀の柄と一体化させたガンブレード風の試製拳銃付軍刀が開発されたが、中途半端で使いにくい失敗作として試作に終わっている。また余談ではあるが中国人民解放軍では、三十二年式軍刀甲型を参考に開発され、ほぼ同一の形状を有している65式騎兵軍刀が、騎兵部隊の装備として運用されている。刃渡りは甲型で83.5cm、乙型で77.4㎝。
九五式軍刀

1935年（昭和10年、皇紀2595年）制定。三十二年式軍刀の後継として開発され、より実用的で量産に適する形にされた。柄は大和魂を具体化するために、全金属製（大戦末期品を除く）の日本刀式で、鞘はメッキでなくつや消し塗装のサーベル式となっている。九五式軍刀は外装刀身ともに研究改良の末にさらに頑丈・実戦向きの物となっており、耐久力は旧来の日本刀拵はもちろん将校准士官刀を凌駕していた。戦局の移り変わりにより簡略化が行われ、柄は銅製だったものがアルミ製、さらに末期には鞘とともに木製に変更された。この他にも鍔や装飾部、細部が簡略化されている。このように改定が続いたため、かなり多くのバリエーションが存在する。戦争の長期化につれて、高コスト・長納期である将校軍刀の代用として、将校准士官にも九五式軍刀を購入・佩用することが認められていた。

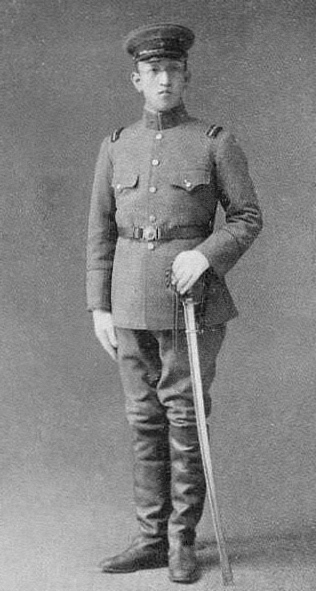
三十二年式軍刀を佩用する賀陽宮恒憲王
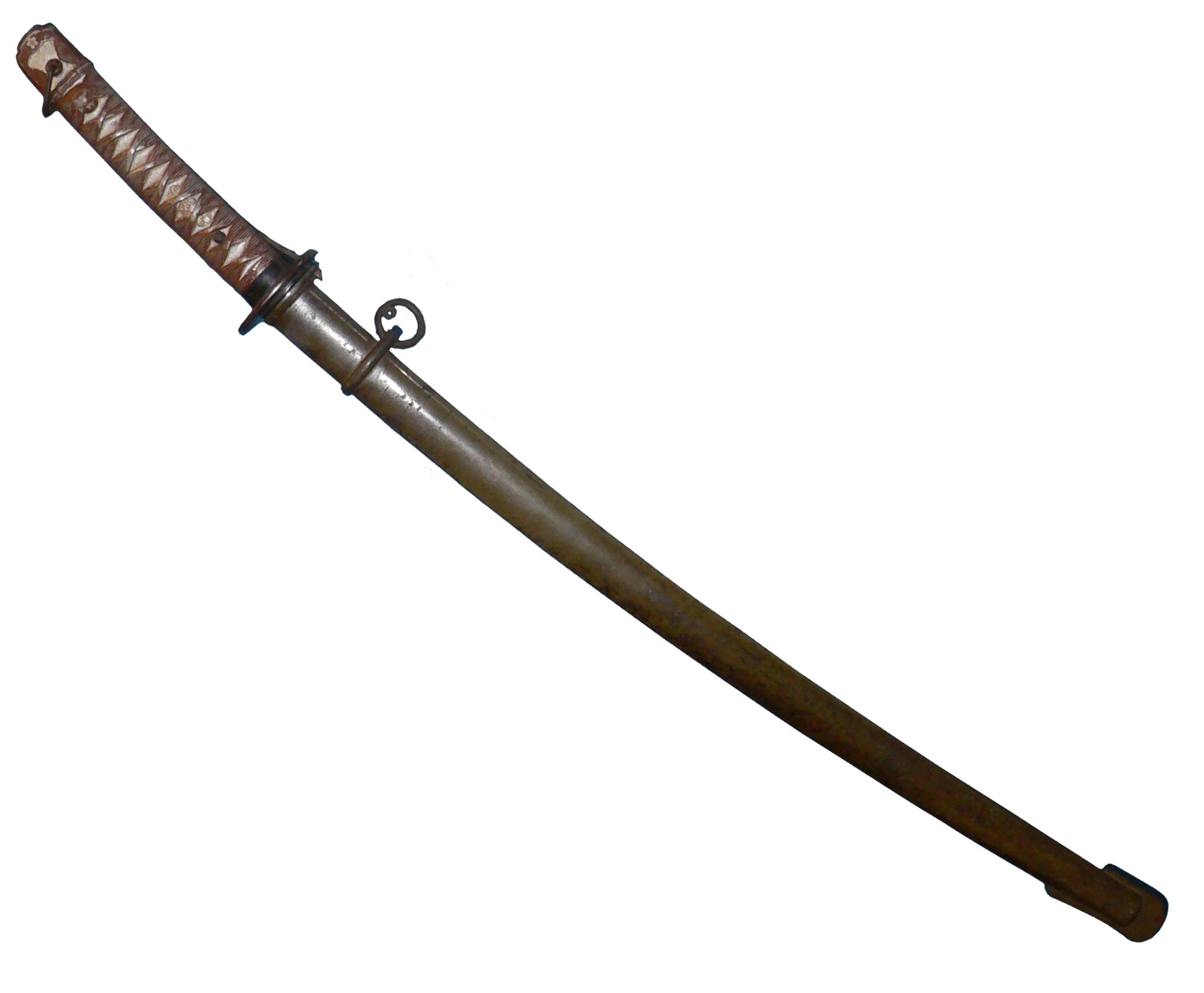
九五式軍刀
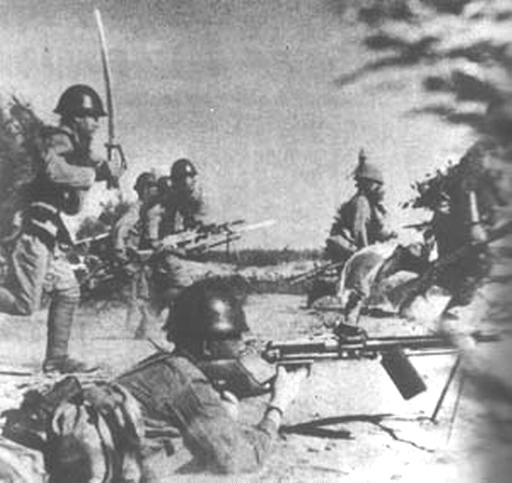
九五式軍刀を抜刀し突撃する下士官（1940年、日中戦争）

### 海軍

#### 士官特務士官准士官
長剣
明治から主に昭和10年代初中期頃まで使用された。大正にかけて何度か改定されているが、基本形状は変わらない。海軍は陸軍と軍種が異なるため陸戦をほとんど考慮しておらず、明治19年制式刀より儀礼的で華麗な外装である。鞘は黒または茶色の革製、もしくは鮫皮に黒漆を塗って研ぎ出したものであり、各金具には桜葉等の彫りが入る。陸軍の明治19年制式の将校准士官刀と同じく日本刀々身を仕込み、柄は両手握りの物が多い。太刀型の制定後も混用され一部は終戦まで使用された。
軍刀
1937年（昭和12年、皇紀2597年）制定。陸戦隊士官が第一次上海事変で使用した従来のサーベル様式の長剣は実戦の際に重大な欠陥を露呈した。「護拳が邪魔」などの陸軍と同じ苦情のほかに、「雨や泥に濡れて柄の鮫皮や鞘の革が剥がれる」「石突の金具から水が入り刀が錆びる」などの海軍長剣ゆえの問題点が生じた。そのためこれら難点を是正し、また当時の国粋主義思想もあって太刀型へと変更された。しかしながらあくまで海軍は陸戦主体でないため、儀礼的な要素を幾分か残した外装となった。佩環は2個固定、柄は黒漆の塗られた鮫皮に茶色の柄糸、鞘は黒漆塗りが多く、一部には黒漆塗の研出鮫皮や、陸戦隊向けの黒シボ革で包んだ物もあった。鍔は装飾のない丸型。等級は一等・二等の2種類が存在した。陸軍と同じく太平洋戦争開戦以降は外装品位の低下が起き、普通塗料による鞘塗装や略式外装も普及し、1945年には更に臨時特例（佩環を1個に省略、部品の省略、革巻き鞘）が出された。
短剣
1873年（明治6年）に士官候補生・少尉試補・曹長（兵曹長）用と下級士官用の短剣二種類が制定された。両者は同一の意匠で、金具が前者は真鍮製、後者が鉄製であった。1883年（明治16年）に下級士官用の後継として士官用短剣が制定され、柄の背金が無くなり、士官候補生・少尉試補・兵曹長用とは異なる外観となった。大正3年には将官から士官候補生までが、士官用の様式に統一された。一連の改訂で護拳（鍔）や金具の細部が変更されたものの、明治から終戦まで全体の基本的な形状は変わらない。しかし、軍刀と同じく太平洋戦争開戦後は鮫皮の代用素材として、セルロイド一体整形柄や代用革が普及している。刀身は多くは日本古来の短刀の刀身に似せた模擬刀身、あるいは新作刀身や特殊刀身を仕込んでいた。海軍短剣の刀身として最も有名な物に三笠刀がある。日本海海戦の勝利を記念し、戦艦三笠に装備されていた12インチ(30cm)主砲の砲身残鉄を使用した記念刀身である。短剣と長剣の両刀身が刀匠の堀井秀明により作刀された。短刀身（短剣）には甲種と乙種の二種類があり、甲種の刀身には「皇國興廢在此一戦」と彫刻がなされた。ただし、材料が砲身用の洋鋼であるため、新たに発見された場合などの刀剣登録が年々難しくなってきている。

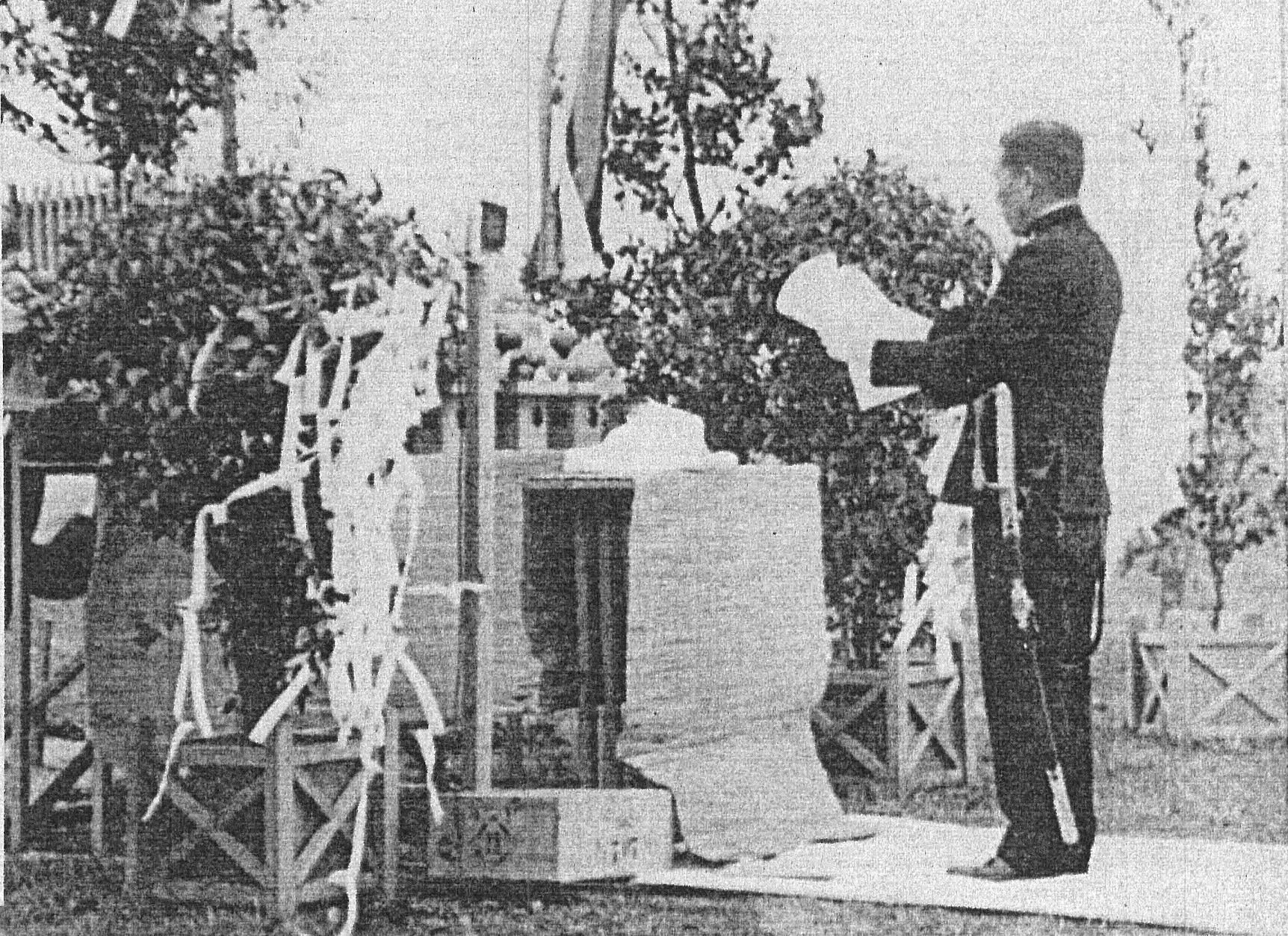
長剣を佩用する長谷川清中将
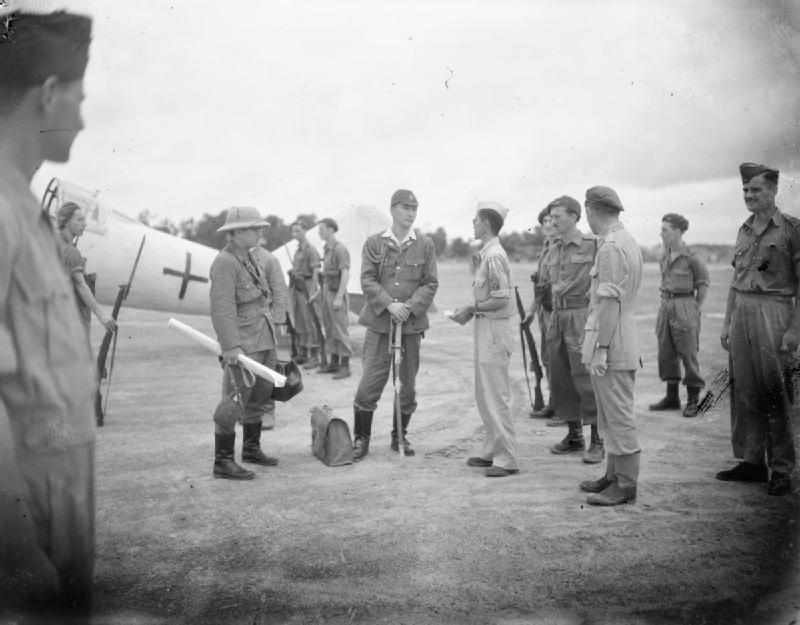
長剣
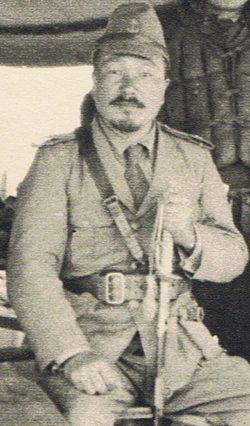
長剣を佩用する小園安名少佐
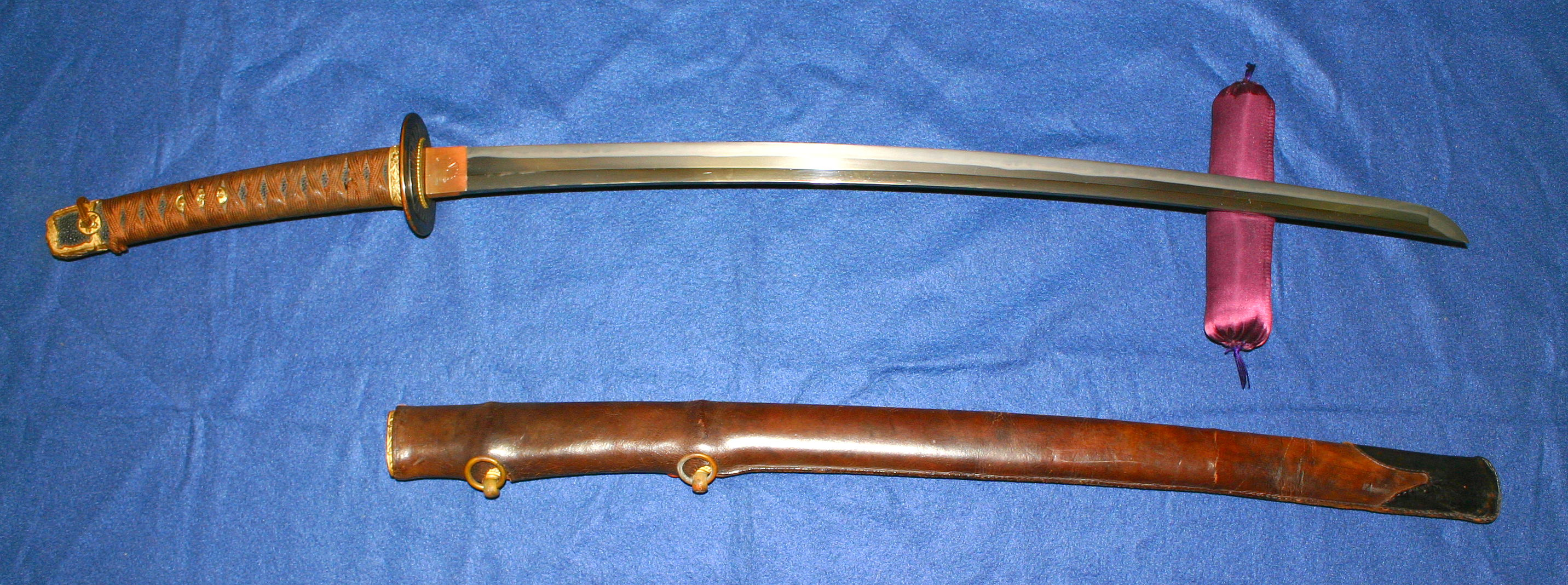
軍刀。鞘には革覆を付している
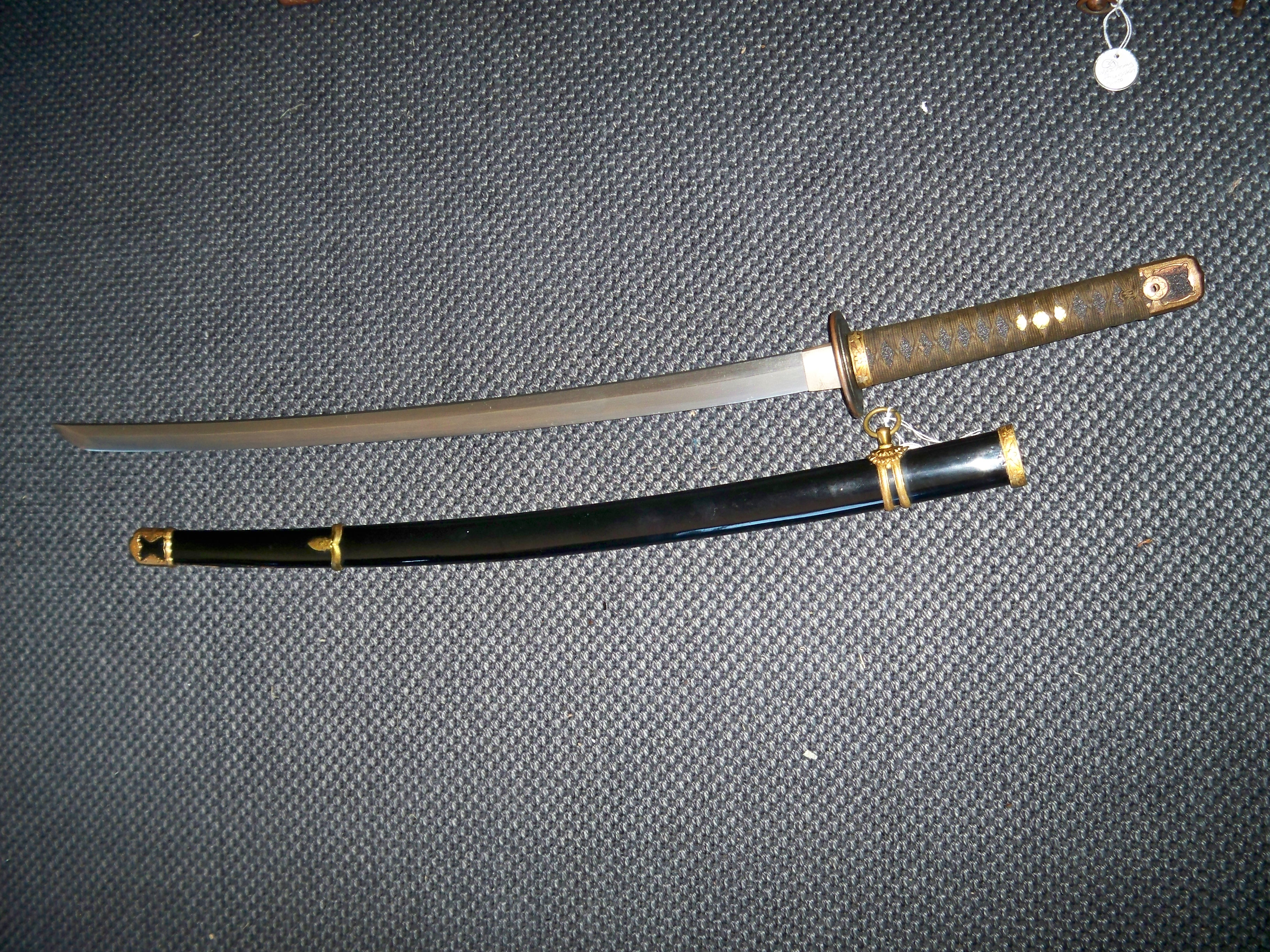
佩環が1個の軍刀
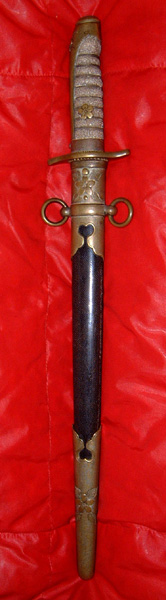
士官候補生・少尉試補・兵曹長用の短剣。柄に背金を持つ点が士官用と異なる。

### 異種軍刀
陸海軍の軍人軍属を問わず、上記の制式軍刀外装とは異なり旧来の日本刀拵（打刀・太刀）を軍刀として使用できるように改造したものである。最低限軍刀の形を成すため、鞘に革覆を巻き吊鐶を付したものが大半で、鍔や兜金の一部を軍刀部品に変更したものもある。その歴史は古く、日露戦争当時の写真にも佩用がみられる。日中戦争勃発以降、折からの軍刀供給不足によりこうした改造品の佩用は認められていた（陸軍は昭和13年制式時に制式刀外装に類似する刀の使用を認めている）。
海軍士官の間では「菊池千本槍」にあやかり短剣の刀身に菊池槍の茎を切り落とした「菊池槍直しの短刀」を用いることが流行した。精神的・歴史的な意味の他、菊池槍が比較的細身で短剣外装の形状に合致したのも理由の一つである。松尾敬宇海軍大尉は特殊潜航艇によるシドニー港攻撃に際し、先祖伝来の菊池槍を直した短刀を携行していた。

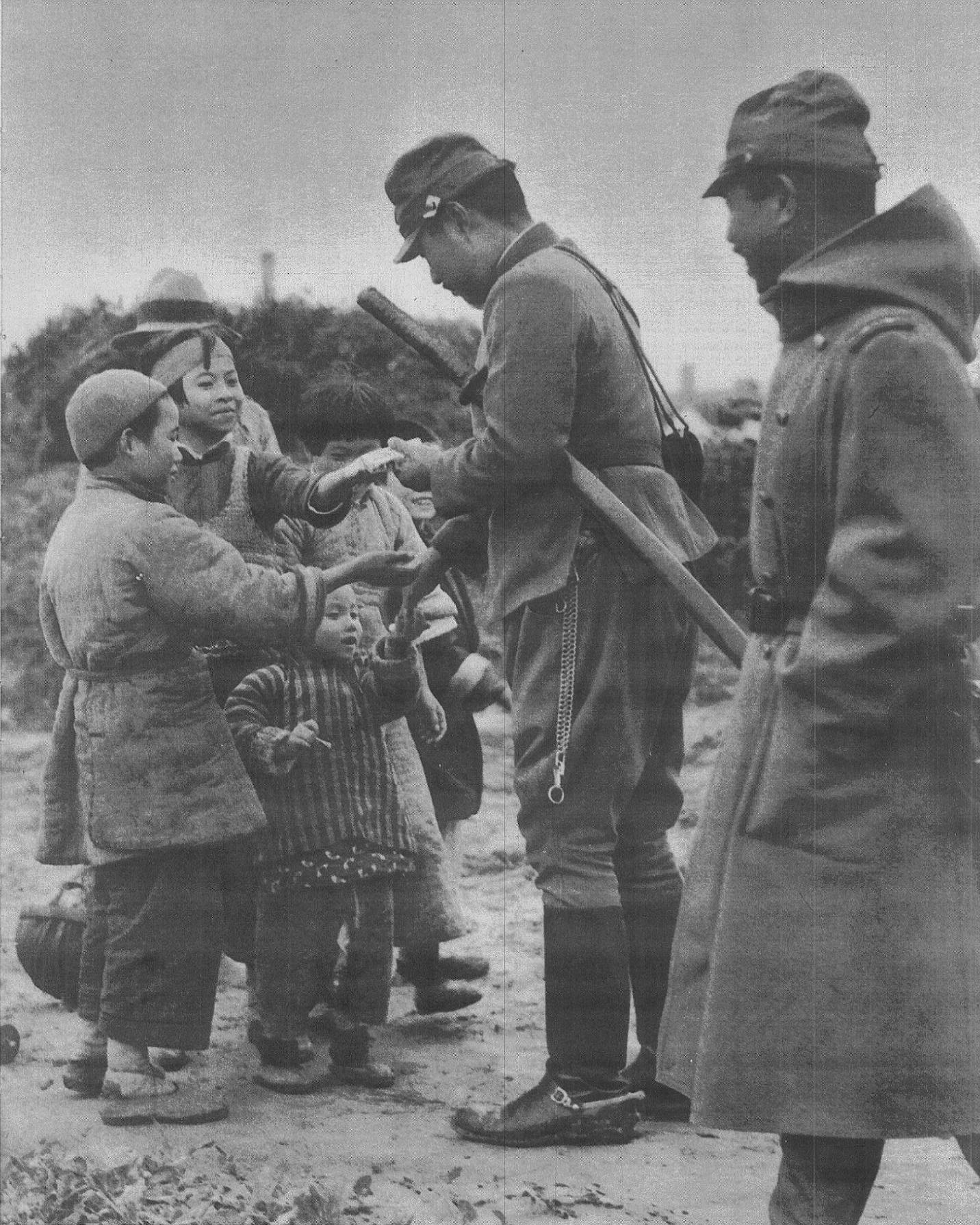
打刀拵の軍刀を小脇に抱える陸軍将校。釣革でなくグルメットで佩用している。1937年、日中戦争における姿

### 指揮刀/儀礼長剣
元は上述の軍刀/長剣であり、軍刀/長剣と異なり刀身は細身の模擬刀身で、柄も片手握りの純西洋式のサーベルである。将校准士官のみが佩用する。基本的に陸海軍の将校/士官は最低限この指揮刀/儀礼長剣と軍刀/長剣の2振を所有し、概ね正装時・礼装時・演習時・平時の常勤には前者を、戦地・戦時には概ね後者を佩用し使い分けていた。太平洋戦争勃発後は軍刀を常時佩用することが多くなり次第に指揮刀/儀礼長剣は廃れていったが、少なくない数が引き続き終戦まで使用されている。

#### 陸軍
指揮刀
1886年制定。規定上はこのいわゆる指揮刀のみが存在し、「刀」として記されていた。刀身以外でのいわゆる軍刀との差異は、基本的に駐爪が無く、柄は片手握りで鮫皮ではなく水牛の角や樹脂が使われる（将官は鼈甲）。騎兵と一般兵科との差異は軍刀に同じ。なお、昭和初期には甲種幹部候補生出身の予備役将校や、叩き上げの准士官を主な佩用対象とした指揮刀型軍刀こと兼用刀が極稀であるが存在した。外装は指揮刀ベースながら駐爪を付し刀身は研ぎ前の細身の本身が入る。平時はそのまま指揮刀として佩用し出征時に刃を付け軍刀とする一挙両得で経済的な軍刀であった。

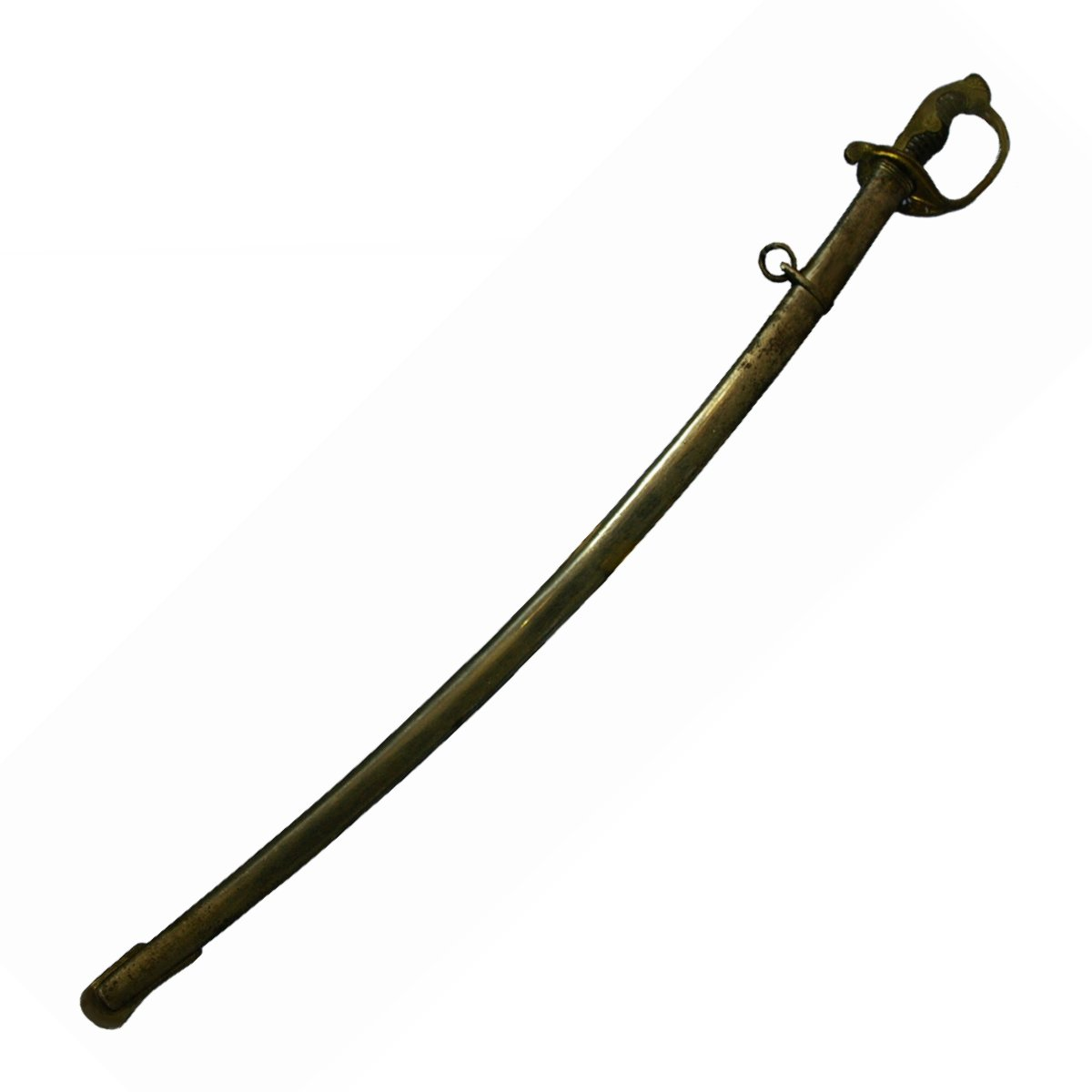
尉官准士官指揮刀
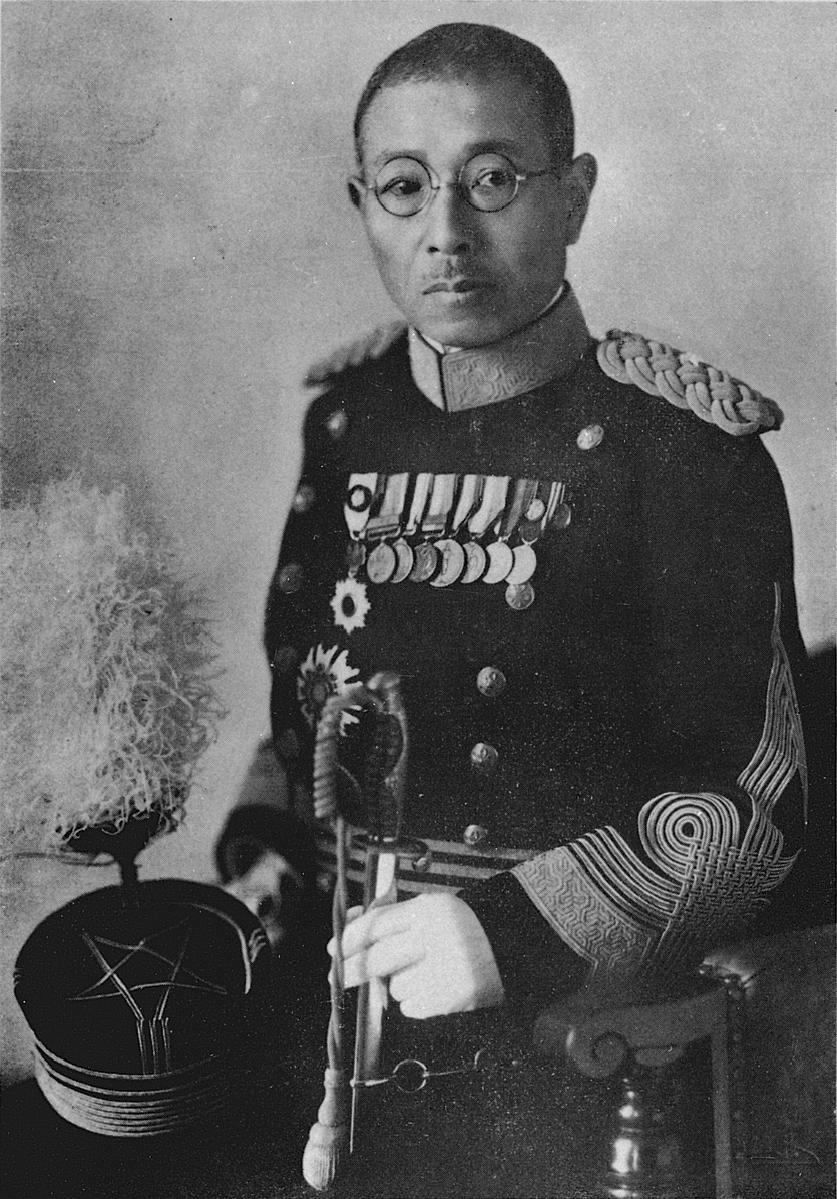
将官指揮刀を佩用する永田鉄山少将
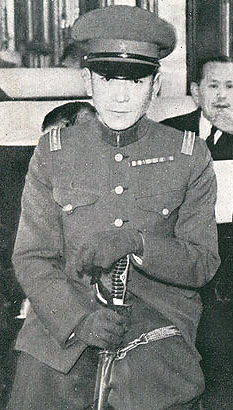
騎兵尉官准士官指揮刀を佩用する西竹一大尉
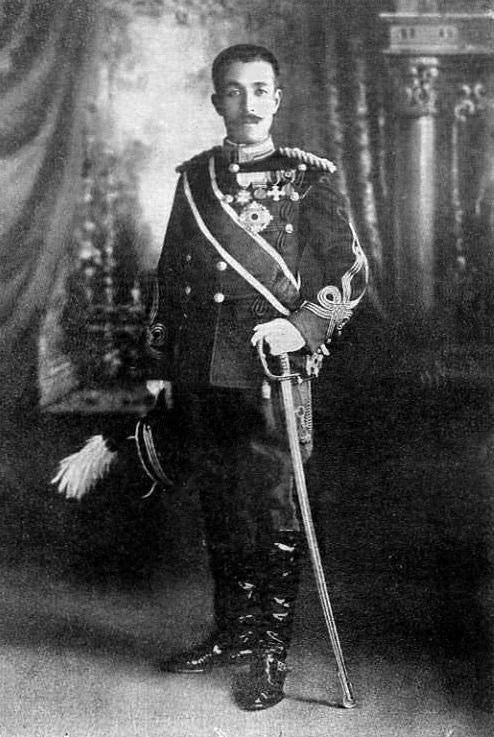
騎兵尉官准士官指揮刀を佩用する竹田宮恒久王

#### 海軍
儀礼長剣
海軍の儀礼長剣は本身長剣の柄をそのまま片手握りにした程度である。通常礼装時や常勤時は短剣を佩用し、なおかつ長剣の存在もあるのでもっぱら儀礼長剣の佩用は正装時・礼装時や儀仗用であった。

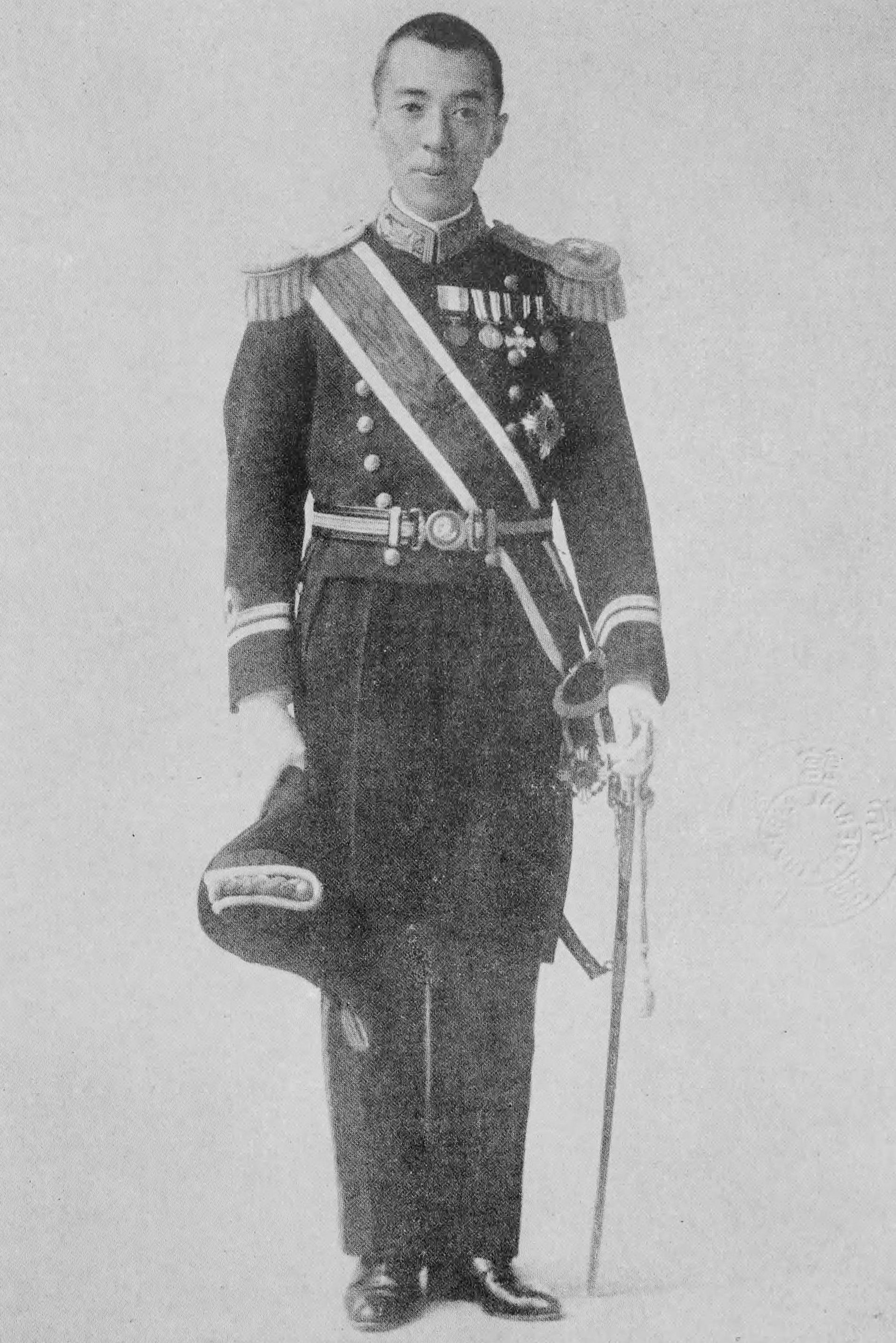
儀礼長剣を佩用する山階宮武彦王

## 軍刀の各部

### 刀身留め

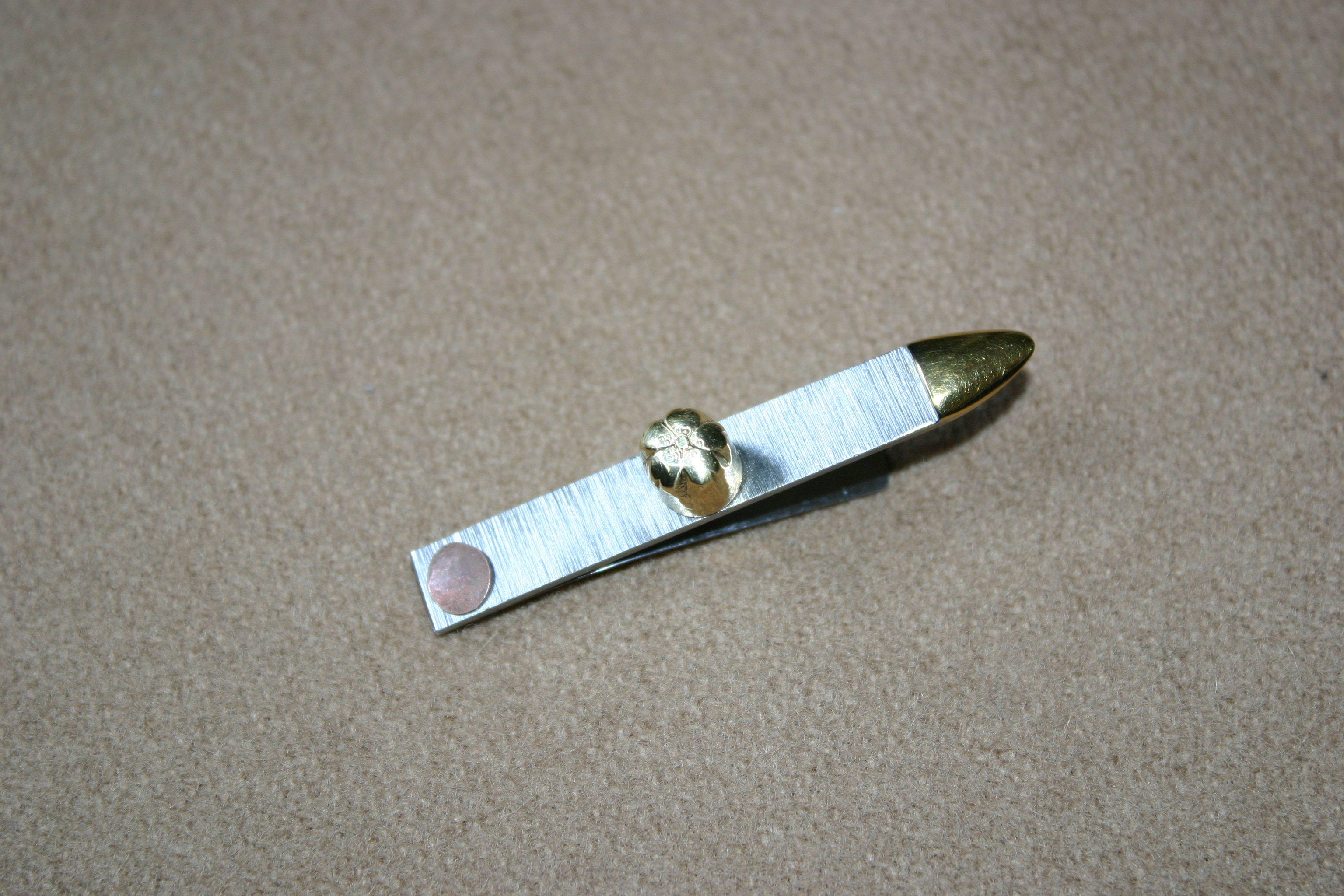
一般的な駐爪（ちゅうそう）

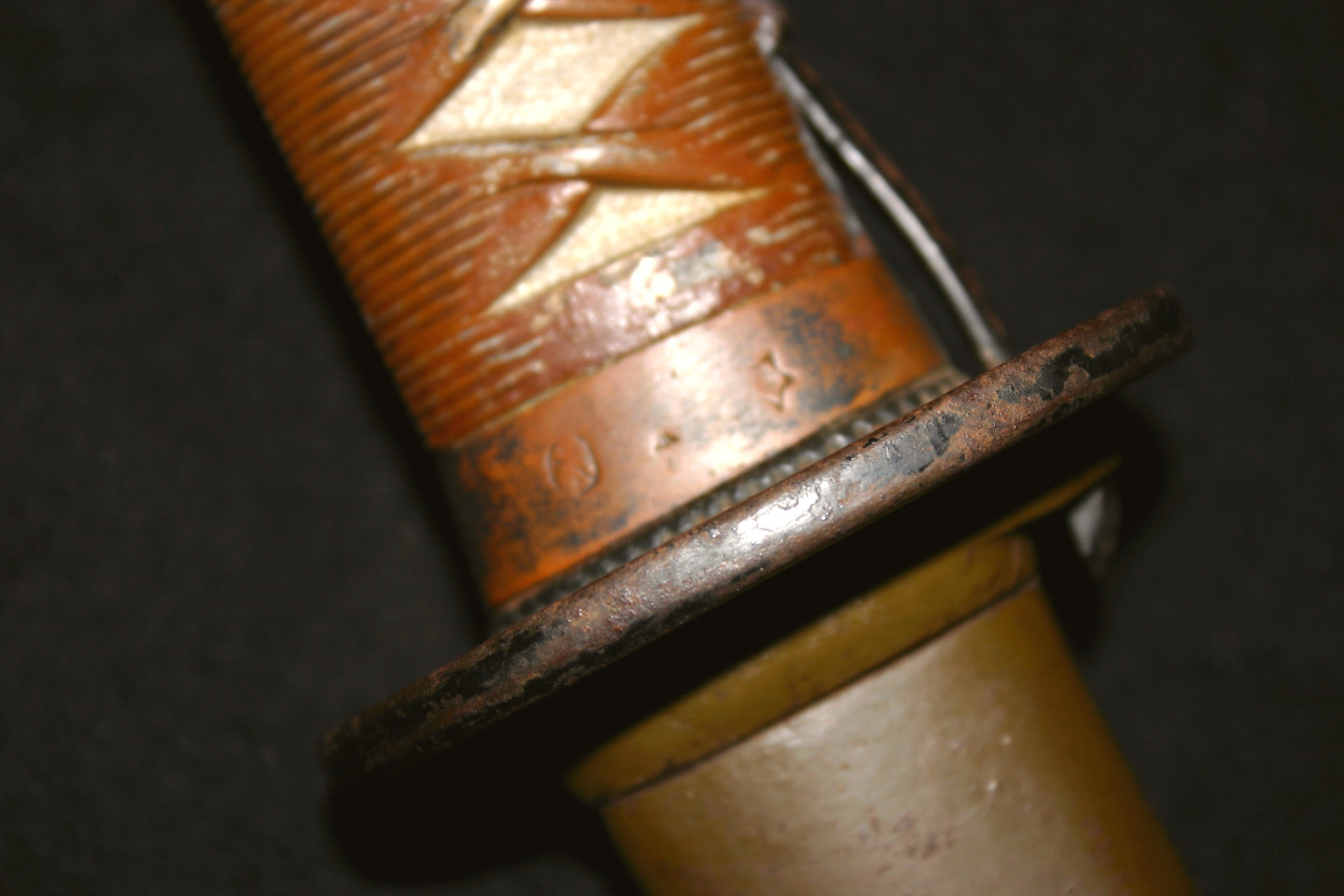
九五式軍刀の駐爪（ちゅうそう）部分。当初は棟側に駐爪はあったが、中期型末期から横（鎬側）になる。

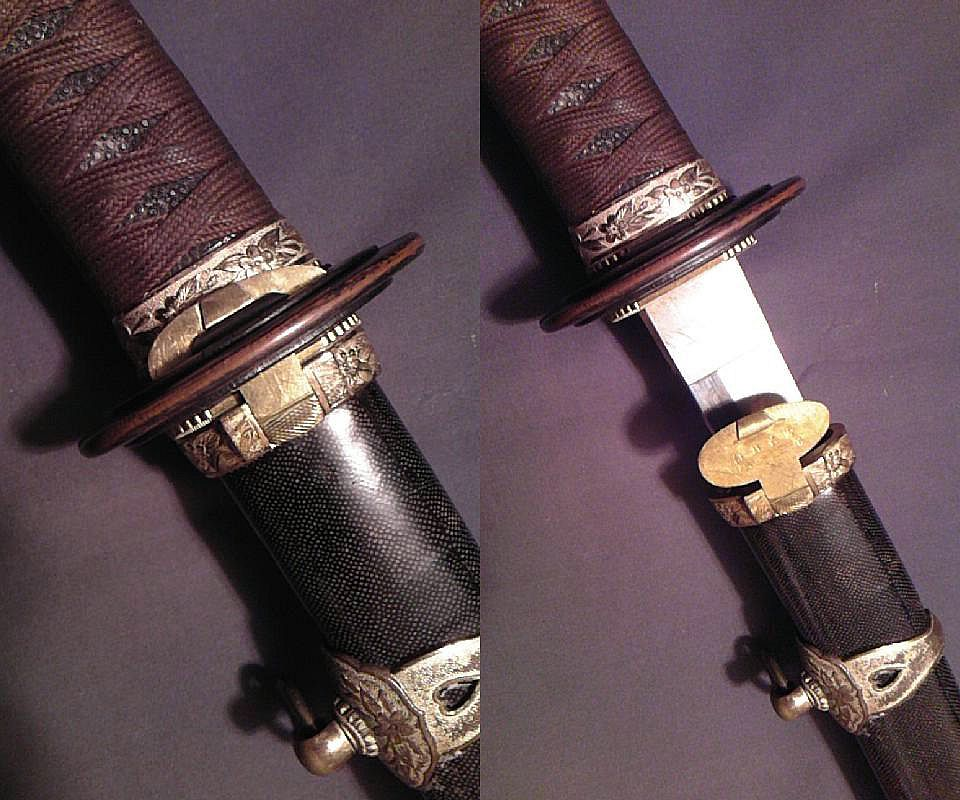
飯田式錠蓋。特許一三二一〇六号〔昭和十四年公告第二四五九号〕　第四十二類　四、刀剣出願　昭和十二年六月二十一日公告　昭和十四年五月三十日特許　昭和十四年九月十三日　　特許権者（発明者）飯田国太郎　　　代理人（弁理士）谷山謙雄　外二名

本身を仕込む軍刀には多くの場合、刀身の不意な先走りや脱落を防ぐストッパーの役割を果たす独特の機構が備わっている。柄の縁にボタンを有し、鍔を通り鞘の口金部分とを繋ぐ金属ばね仕組みの駐爪留め（ちゅうそう）と、縁および切羽部分に付けた革バンドを鍔に通し鞘のスナップボタンまたはバックルに合体させる釦留め/革バンド留め、護拳の端部分が可動し凹部を鞘の凸部に引っ掛ける護拳留め、また古来日本刀拵からの伝統である単純なハバキ留めが存在する。飯田式錠蓋といった複雑な機構も考案されたが量産性や耐久性に問題があり少数にとどまった。

### 刀緒/剣緒
刀緒/手貫糸、剣緒とは、軍刀の柄頭に付けられる紐状の物で、階級の誇示や一種の装飾、抜刀時に手を通し不意の脱落を防ぐなどの意味がある。軍刀本体と一組のセットになるもの。

#### 陸軍
明治45年制式
正装・礼装用の正緒と、通常礼装・軍装・略装用の刀緒とがあり、前者は煌びやかな金糸製で、将官・佐官・尉官と階級別に形が異なる。各部の将校相当官は銀糸であったが、1937年に相当官制度は廃止され各部将校として兵科将校と同列となる。准士官の正緒は絹糸製で形状も小振りであった。刀緒は房と緒部分が黒毛糸で、佐官・尉官・准士官共通で、将官のみ房部分が正緒と同じ形の金糸製である。
昭和9年制式
太刀型軍刀制式と合わせて制式化された刀緒。太刀に合うような絹糸平織づくりで茶色が基調とされ、尉官・准士官は裏地が紺青色、佐官は緋色、将官は緋色に金糸三条が交錯し房は黄色となる。なお、軍属奏任官以上はその官位に見合った将・佐・尉官刀緒を、軍属判任官は海軍の昭和12年制式に類似し茶一色。
下士官兵刀緒
皮革製であり、野戦軍刀である官給軍刀に沿った形である。主に三十二年式・九五式軍刀（緒の一部がバックル状で一度鍔に通す形）用がある。

#### 海軍
剣緒

平織(高麗織)、表裏とも「茶色」、士官の官階(将官=提督～尉官)による差別は無い。
昭和12年制式
太刀型の軍刀と共に制式化された手貫紐。形や見た目は陸軍の昭和9年制式の刀緒とほぼ変わりは無いが、階級別の色の差異はなく表裏共に茶色一色である。

### 刀身
将校准士官の軍刀には、旧来の日本刀（廃刀令以前）の刀身（打刀・太刀）をそのまま軍刀外装に納めたものと、戦争で需要が拡大したため供給が追いつかなくなり、試行錯誤の末に軍刀向けに考案製造された昭和刀（工業刀、特殊軍刀々身）の二種類がある。
前者の場合、本鍛錬の高価な刀、由来のある名刀、先祖伝来の家宝など安心感を与える要素があり心強かったと言われる。しかし戦後になって没収された赤羽刀の中には研磨を要する刀が多かったことから、当時は家宝でも飾りや死蔵品となり長期間手入れされない状態は普通であり、実戦では失格レベルの脆い刀や鈍刀、砥ぎ減りなどで傷みが進んでいた状態のまま戦地に持ち込んだ例も多い。また手入れはされているが名刀や家宝であるため使うことを躊躇した、腕に自信が無く使えなかったなど実用性については失敗談も話も多い。家宝である加藤清正ゆかりの刀を携えていた蓮田善明は、終戦の知らせで変節した上官を斬る決意をしたが、腕前に不安があったことから拳銃を使用している。
さらに歴史的な価値のある刀が戦地に残されたり、菊池槍直しの短刀のため古い槍を改造してしまうなど、歴史的・美術的な価値があるものが大量に失われる原因ともなった。
また近代軍の装備でありながら性能が不揃いで供給量も不安定という点も問題となった。これらを考慮し、一部では新たに軍刀向けの刀を作る刀匠に対し、鍛えた刀が実戦に耐えられるかどうか落下装置を用いた耐久テストが課せられていた。また完成後にも中山博道などの剣術家に試し斬りを依頼していた。
なお、下士官兵用の官給軍刀は外装刀身ともに陸軍造兵廠などで生産された工業刀である。

#### 工業刀
工業刀には極めて多くの種類が存在する。古くは明治期、主力小銃である村田銃の開発者である村田経芳陸軍少将が、裁断した日本刀とゾーリンゲン鋼を元として考案した村田刀があり、これは試斬試験のみならず日清戦争・日露戦争の実戦において実用刀としての性能の高さが証明された。
昭和期になると研究が進み数々の工業刀が登場した。これらは一括して昭和刀と蔑視されるが、実際には製造者、製造法により様々な種類がある。あらかじめ成分を調節した鋼材を素延べ（一枚鍛え）で刀の形にして油焼入れを施した大型ナイフとでも言うべきものから、作刀の工程の一部に機械を導入したもの、旧来の日本刀と同じく塗土を用いて焼入れをして刃紋のあるもの、複数種の鋼を組み合わせて作られたものなど千差万別である。使用された鋼の種類も多岐に渡るが、昭和期には安来鋼へと収斂していった。開発者・製造者も、上は国家予算を用い多数の技術者（軍人のみならず帝国大学など民間の技術者も多く含む）と資料を擁し最高の設備をもつ軍造兵廠（工廠）や、高度な技術力をもつ公立や民間の施設、大学の研究所などから、市井の小規模工場・鍛冶場まで多数にわたる。砥師として有名な本阿弥家も工場を持っていた。戦地では、臨時の代用品として自動車のリーフ式サスペンションに使われるリーフスプリングを刀に仕立て、頑強な出来栄えから高い評価を受けた例もある（「スプリング刀」の呼称はここから来ている)。中でも、1938年3月、中国戦線の兗洲(えんしゅう)にいた日本陸軍の移動修理班・川口隊が、軍の規定で軍刀を持てない工員の自衛用に、廃物の自動車スプリングを再利用して作ったスプリング刀「兗洲虎徹」(えんしゅうこてつ)は、日本刀の専門家からも「刀が折れず・曲がらず・良く切れさへすれば良いというのならば、この「兗洲刀」は満点に近いものと云へるであろう」と高い評価を受けた。
需要拡大による俄刀匠が多く出現したせいで、性能もまた相当の差があり、切味・耐久性共に劣る粗悪品（特に初期）から、本鍛錬の日本刀と遜色ないもの、金属工学の知見を生かし耐寒性の強化や錆対策により実用性を向上させたもの、旧来の日本刀を凌駕するような「折れにくく、曲がりにくく、良く切れる」高性能品まで多彩な刀が開発された。多くは主に切味の持続性や見た目の美しさよりも、修理や交換が利きにくく手入れの余裕に乏しい軍刀の性格から、長期使用に耐えるように粘りがあって折れないこと、頻繁な手入れを不要とすることに重点を置いた設計になっていた。このため代償として、最初の数撃は素晴らしい切味を示すが、砥がずに使っているうちに切味が非常に悪くなった。しかし、前述の通り補給に余裕のない戦地では、その折れない頑丈さや惜し気無く使える点が高く評価されていた。また数を確保するため製造工程の機械化も考慮されるようになった。

##### 主な工業刀
造兵刀/量産刀
陸軍造兵廠が直接又は監督製造した兵器として造られた刀身で、前期は陸軍刀剣鋼(炭素含有量1.0%-1.1%)を使用し、圧延ロール及び機械ハンマー等により鍛造成型。油焼入したものを乾燥研磨による機械仕上げとした。職人技が不要な機械加工を多く導入することで性能を規格化し大量生産も可能としている。刃文は無い。後期も前期と同様の陸軍刀剣鋼を使用し、火造り素延べ成形して反りを付け油焼入(840℃)、焼戻(530℃)。鍛錬刀に準じて上研ぎ。油焼入れした刃文の無い刀。小倉陸軍造兵廠の太田宰治技術少佐は「この「昭和新刀」は実用的性能は古来の日本刀に劣らないと考えられるが、芸術的には遙かに及ばない」と述べているなど完全に実用品として生産されていた。
開発は前期・後期共に、陸軍造兵廠。生産は前期は陸軍造兵廠。後期は陸軍造兵廠と民間刀匠や刀剣会社による委託生産。
興亜一心刀
通称は満鉄刀。南満州鉄道中央研究所の日下和治博士が、満洲の極寒の中でも折損しない鉄道車両バネの素材として、満州東辺道大栗子で産する良質な鉄鉱石を原料とする、不純物が少ないスポンジ鉄を作り、このスポンジ鉄をアーク炉で精錬して、良質な鋼（硬い）と純鉄（軟らかい）を得ることに成功した。満鉄刀は、満鉄撫順製鉄所において、上記のように得た鋼を中空の鋼管（パイプ）にし（皮金）、上記のように得た純鉄を鋼管に挿入し（芯金）、機力によって完全に一体化した丸棒とした上で、刀身の長さに切断し（ここまでは近代製鉄設備・技術を用いる）、一本ごとに鍛造して日本刀に仕上げたものであり、昭和12年12月に量産を開始した。
昭和11年頃、満鉄刀の試作品を、大連市（満鉄の本社がある）の遼東ホテルで開かれた刀剣会に出品した所、参加した愛刀家たちから「これは名刀である。肥前忠吉 (初代)ではないか」と評価され、満鉄が近代製鉄技術を駆使して作った「量産できる日本刀」であると明かすと皆が驚き、注文が殺到したという。
翌年の昭和13年に刀剣製作所設立、量産開始後の昭和14年3月、松岡洋右 満鉄総裁により「興亜一心」と命名された。寒冷地で使用しても折れず曲がらずよく切れると評判となり、量産性も高いことから終戦までに約5万振りが生産された。初期名を「満鉄刀」と呼称していた為、これが通称となった。また、上記の経緯により、満鉄の鉄道レールを原料として製作されたという俗説は誤りである。
振武刀
旧来の日本刀の刀身は耐寒性が低いため、極寒の北支・北満・アリューシャン方面では簡単に折れてしまうなどの問題があった。陸軍は東北帝国大学金属材料研究所に耐寒性の高い工業刀の開発を依頼、本多光太郎博士に師事し職員として勤務していた刀工橘正秀（青山永十郎）が開発した。タハード鋼（ニッケルクロムマンガン鋼）と科学的知見に基づく製法により零下40度の厳寒にも耐えつつ刀としての性能も確保された。生産は東洋刃物。耐寒刀の他、研究所の略称から金研刀の通称もある。
群水刀
電力会社である群馬水電（のち日本発送電に吸収されるが群水電化工業として独立）が、鍛造に代わり電解精錬で精錬した高品質の群水鋼をもって製作した刀身。
不銹鋼刀/耐錆鋼刀
通称はステンレス刀。海上や海岸での塩害や血脂の付着などによる錆対策として、ステンレス鋼を用い開発された。当時の技術の限界により切れ味は劣るが頻繁な手入れが不要となった。錆対策を重視した海軍だけでなく陸軍にも納品されている。
古式半鍛錬刀
古くから日本有数の刃物生産地である岐阜県関市にて、関刃物工業組合と関町の合弁により設立された県立金属試験場が開発し、昭和16年春従来の古式鍛錬製法のうち、鍛造にエア・ハンマーと人力による半機械、半人力製法に成功し造刀効率が大幅に向上した。かつ厳格な基準を設け合格品には関刃物工業組合認定のマークを打刻し質の保持に務めるなど、実用的な刀身で大量に製作された。

#### 現代刀
明治以降に作られた日本刀は「現代刀」と呼称されるが、最近では現代刀は戦後の作刀を指す言葉となり、明治～戦中までの作刀を「近代刀」と呼ぶこともある。

#### 主な現代刀
以下は主に将校准士官刀として組織的に作刀された現代刀。
造兵刀/現代鍛錬刀
陸軍造兵廠が直接又は監督製造した将校准士官用刀身で、最高の設備をもつ各軍造兵廠で専属嘱託刀匠に依り作刀された現代鍛錬刀。茎に刀匠銘と造兵廠標章刻印が刻まれたものが大半を占めるが、特に出来のいい日本刀には刀匠銘と年季、各造兵廠の正式名称、例：東京第一陸軍造兵廠や大阪陸軍造兵廠；といった造兵廠銘が刻まれた。陸軍造兵廠の現代鍛錬刀は、靖国刀や菊水刀と違い新々刀の製法ではなく、多くは陸軍造兵廠独自の陸軍刀剣鋼(炭素含有量1.0%-1.1%)の一枚鍛えとなっている。そのため製法は一枚鍛えの日本刀とは異なるが、構造的には一枚鍛えに近いといえる。造兵廠で生産されたもの以外は、民間刀匠又は刀剣会社に委託した鍛錬刀 (茎に刀匠銘と陸軍素材検査の星刻印)や陸軍受命刀匠が作刀する陸軍制式現代鍛錬刀 (茎に刀匠銘と年季、陸軍素材検査の星刻印他)がある。こちらは陸軍刀剣鋼を使用するが、その多くは新々刀の製法である。
靖国刀
靖国神社の境内で作刀されたため靖国刀（九段刀）と呼ばれる。材料は出雲の靖国タタラ（日立金属安来製鋼所）で委託製造された玉鋼を用い、高名な受銘刀匠（陸軍他、有志の寄付金などをもとに1933年（昭和8年）に設立された財団法人日本刀鍛錬会に属し、銘には「靖要」のように靖国の「靖」の文字がつく）が玉鋼を用いた製法により鍛錬した刀である。
菊水刀
上述の靖国神社日本刀鍛錬会で修行した日立金属安来工場の村上道政（銘:正忠）と森脇要（銘:森光.後に正孝）の両名は、1940年に楠木正成を主神とする湊川神社の御用刀匠（神戸湊川神社菊水鍛刀会）となり、海軍士官用軍刀を作刀した。作刀された刀のハバキと茎には楠木正成が後醍醐天皇から下賜されたという菊水紋が彫られたため、菊水刀と呼ばれる。

## 軍刀に準ずる刀
軍人以外では陸海軍軍属、警察官(消防吏員(含む)、鉄道省、総督府といった省官庁などに勤める文官や、有爵者などにも常勤・正装時の佩刀剣の定めが存在していたともされる。特に軍属などの刀の外装は陸海軍の軍刀に準ずるないし類似するものが多い。

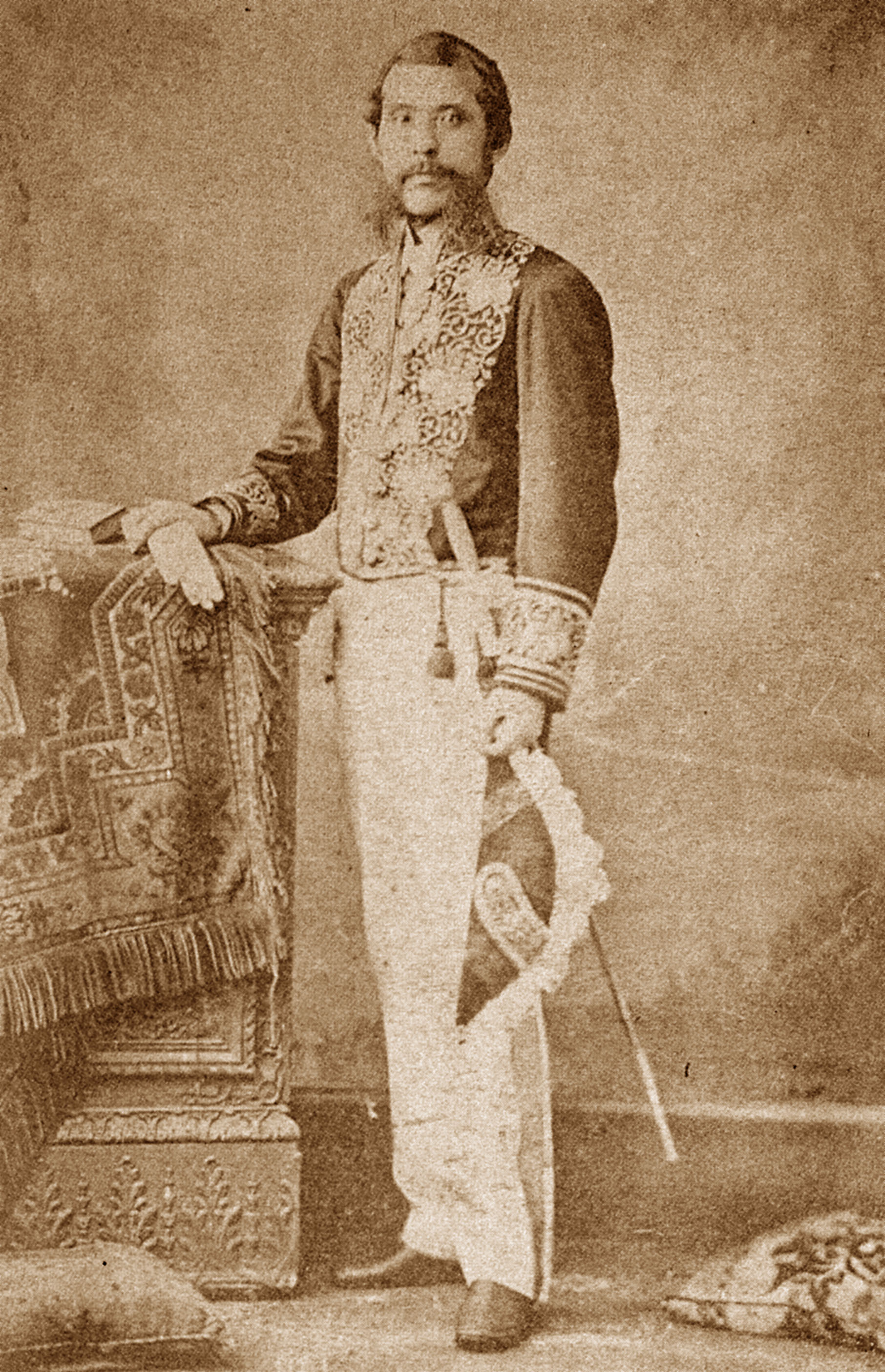
大礼服に剣を佩用する大久保利通
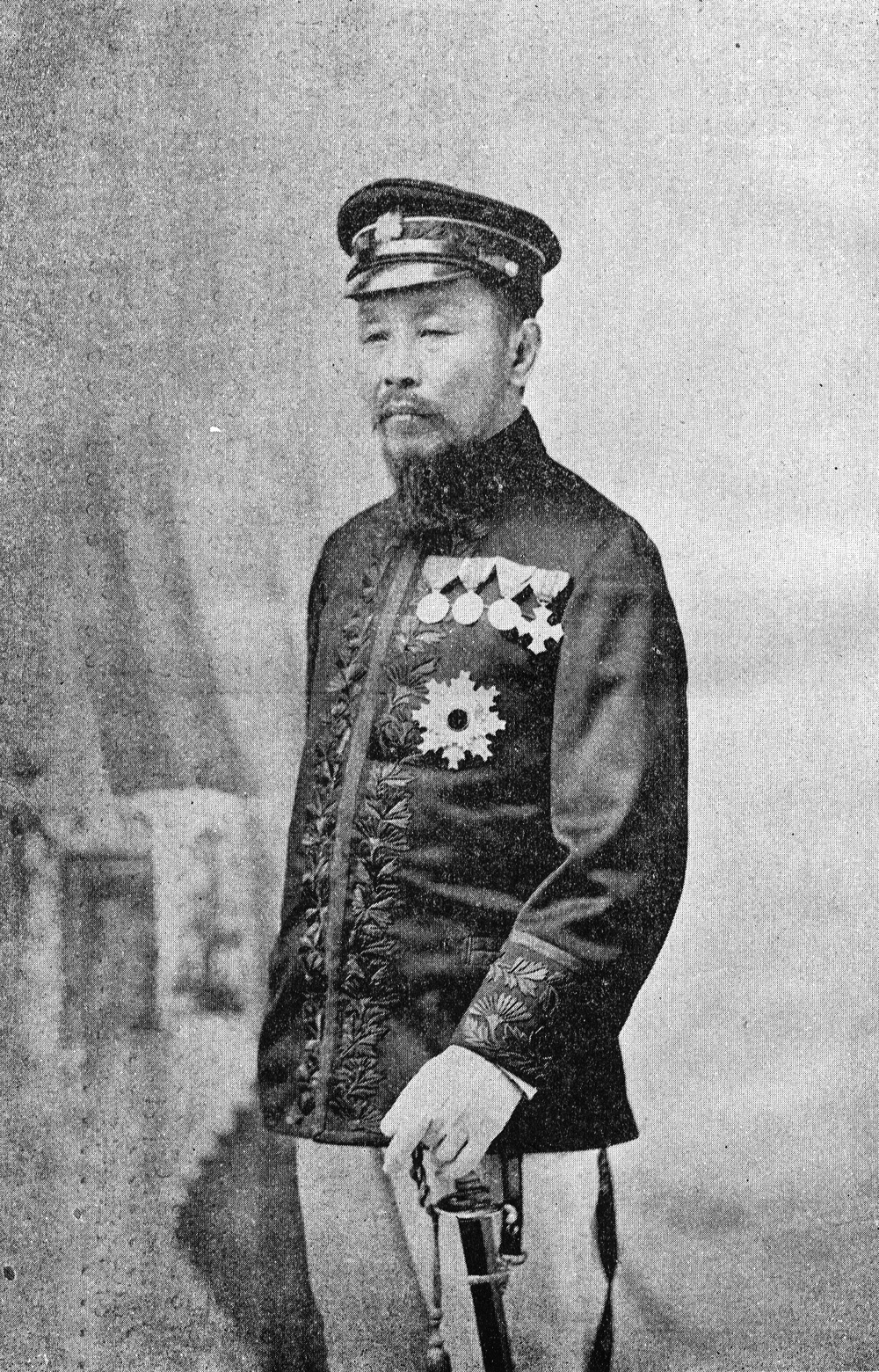
宮内官供奉服にサーベルを佩用する宮内大臣土方久元
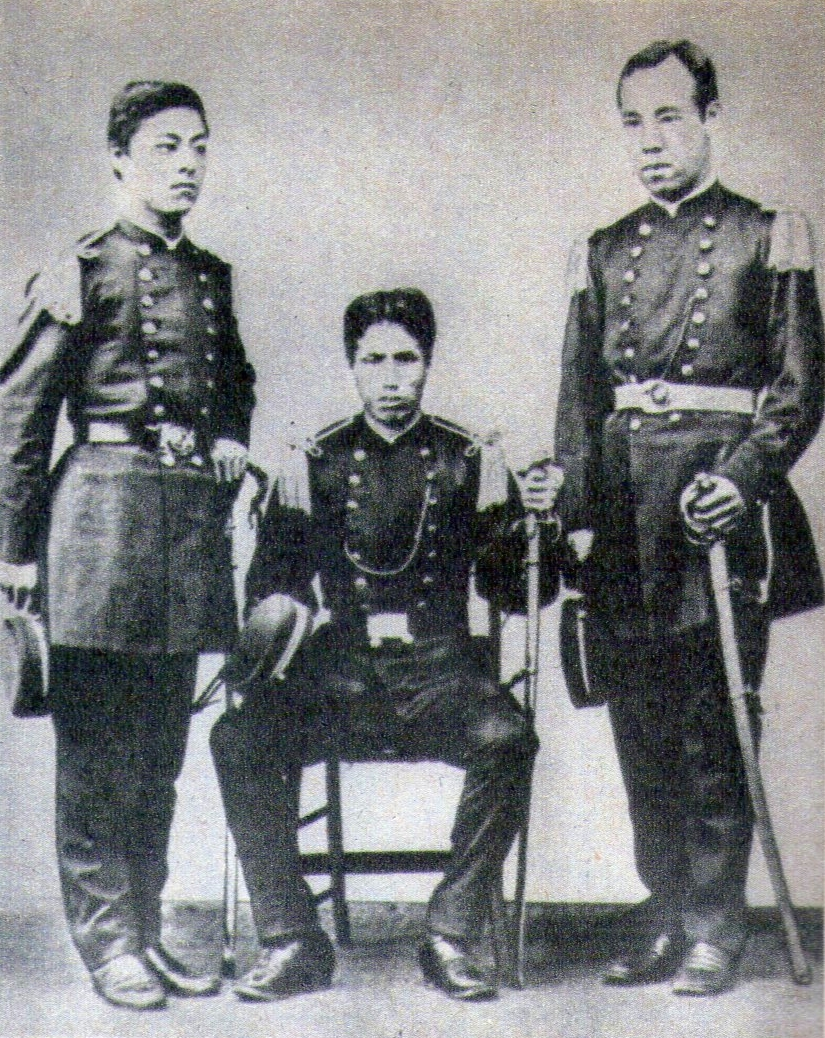
サーベルを佩用する警察官。明治初期
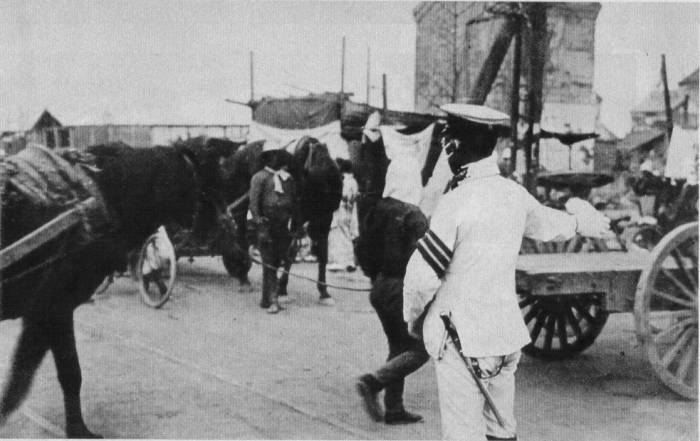
短剣を佩用する警察官。交通や消防などサーベル佩用が不便な業務に従事する警察官は短剣を佩用した
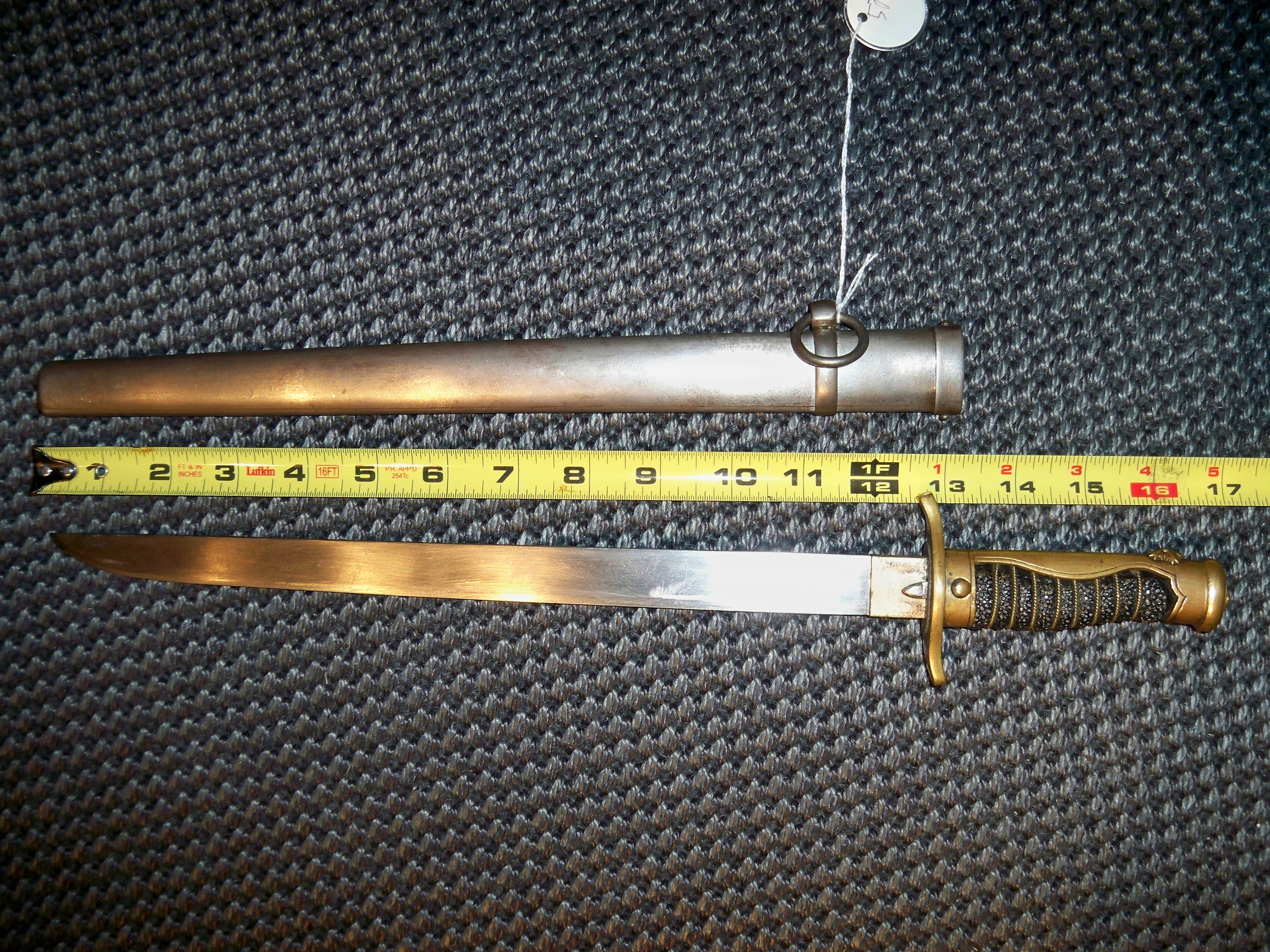
警察短剣。柄に旭日章
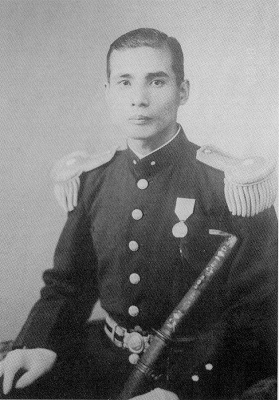
刀を佩用する皇宮警察官中倉清。昭18制刀に酷似している
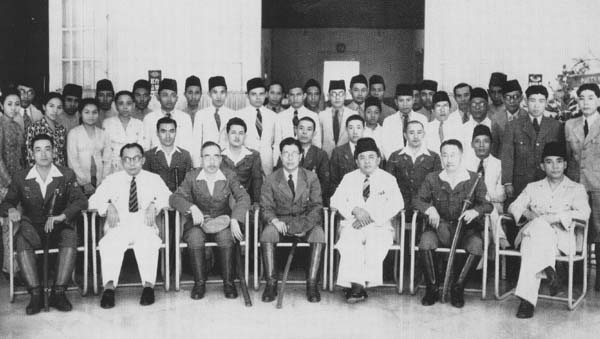
従軍服に刀を佩用する陸軍軍属（高等官、手前最左等）。1942年頃

## 自衛隊の儀礼刀

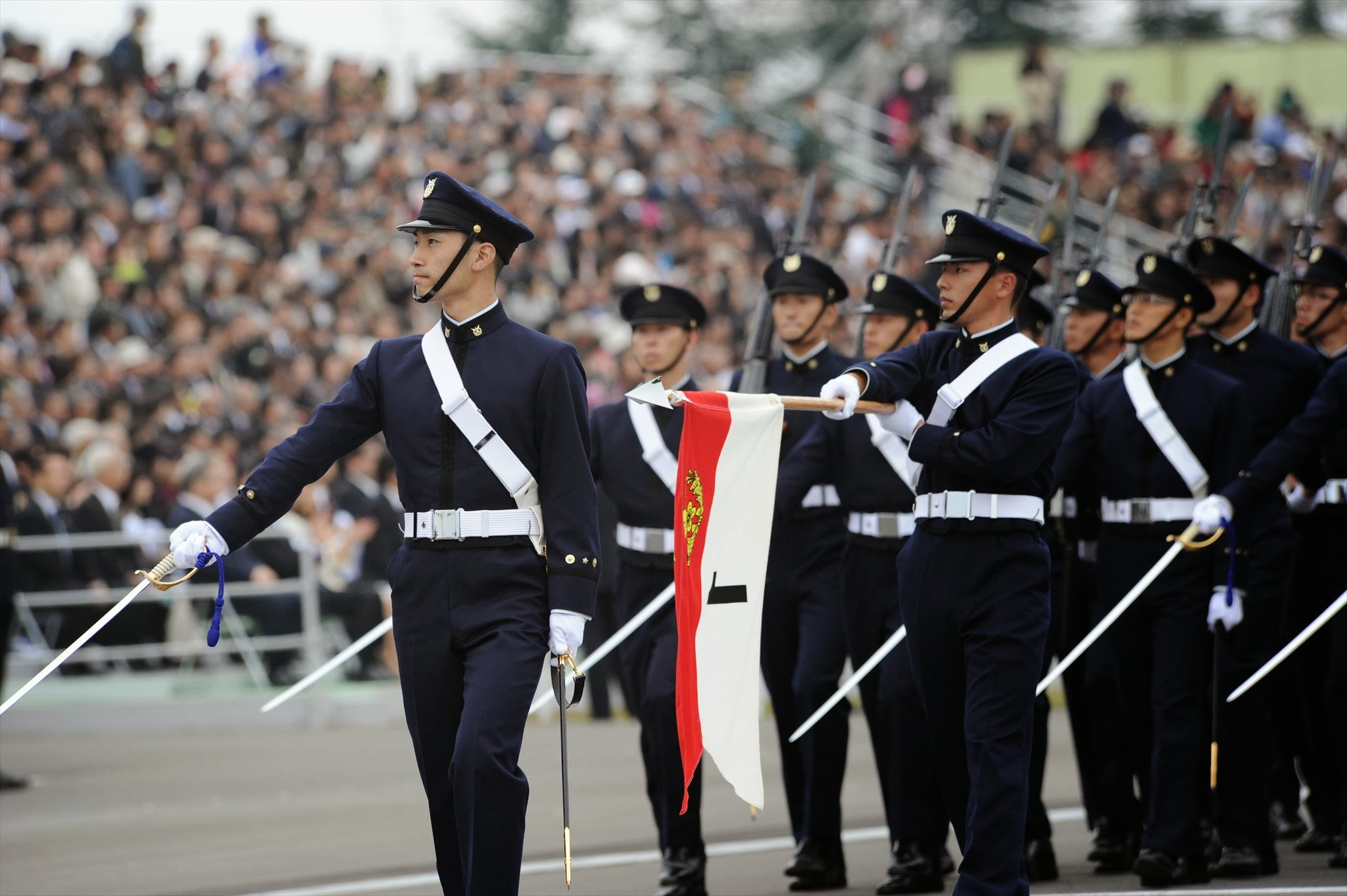
観閲式の様子。抜刀して、来賓に礼を示している。

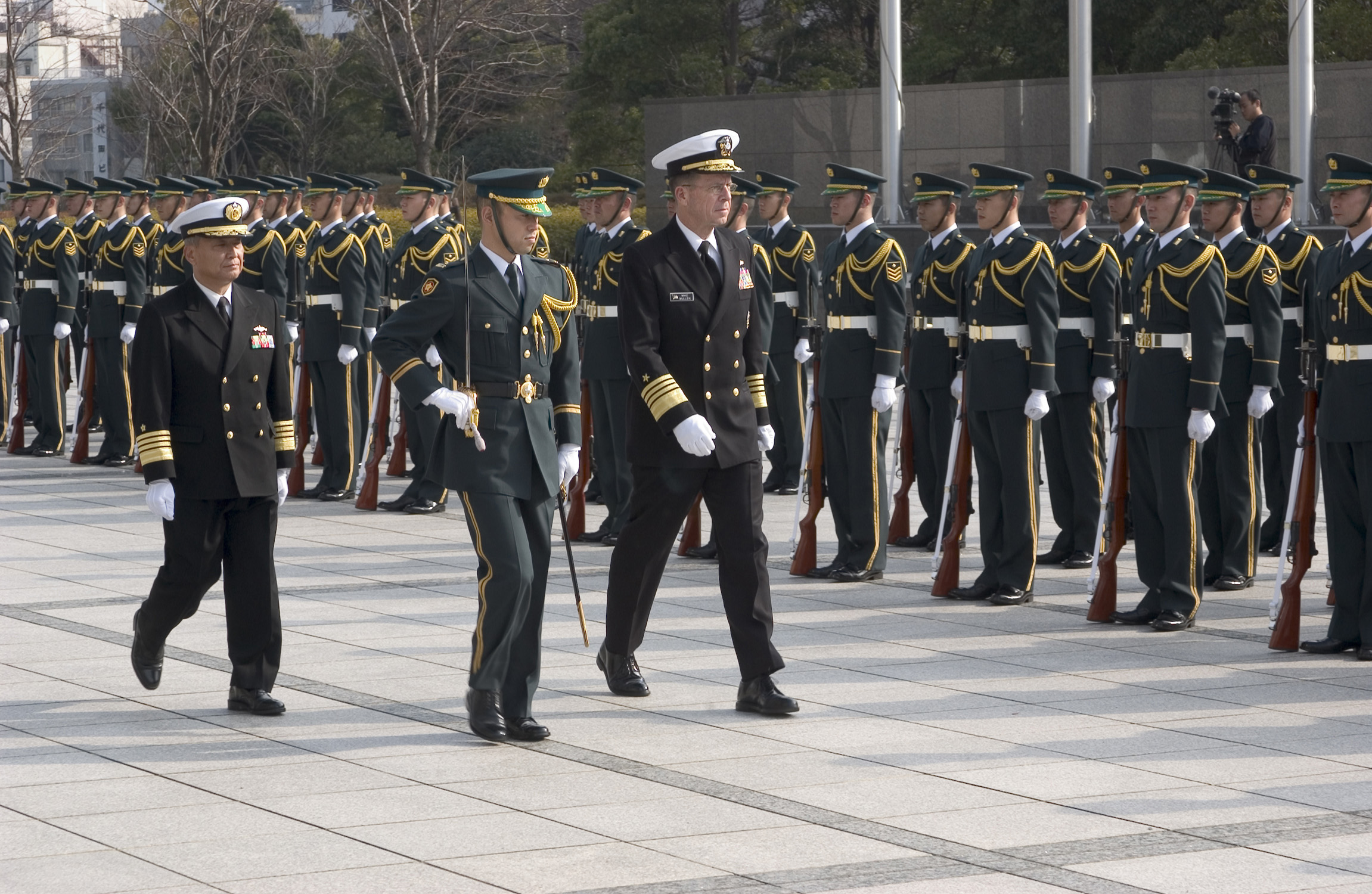
陸上自衛隊保安中隊儀仗

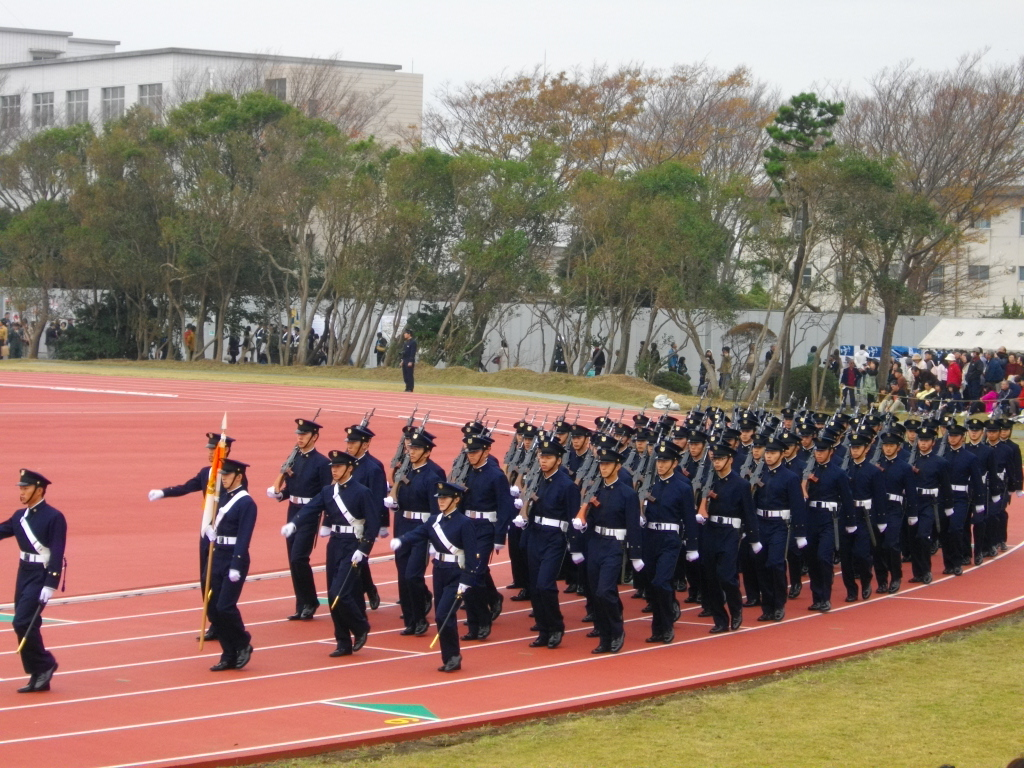
防衛大学校学生行進

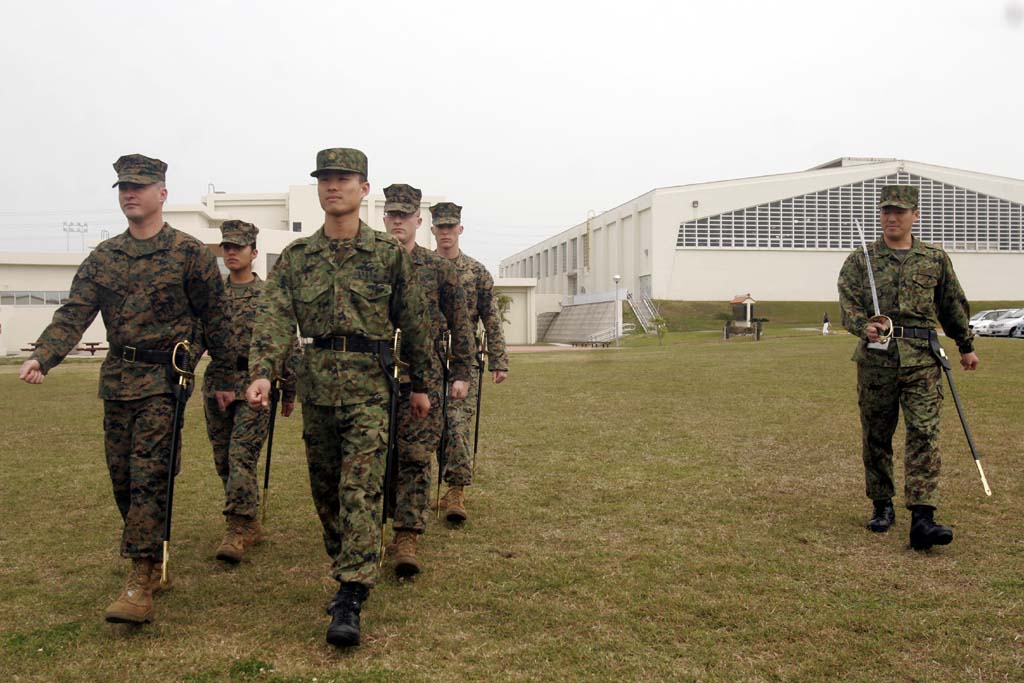
アメリカ海兵隊下士官コースの行進訓練。指揮官役と他1名は陸上自衛官だが、米海兵隊の士官刀を使用している。

自衛隊では、儀礼刀（陸上・海上・航空三自衛隊共通）として採用されている。外装はサーベル様式で刀身は模擬刀身である。購入先は競争入札で決定される。主に刀剣業者や撮影用の小道具を取り扱う業者などが納入しており、同等品を民間にも販売する業者も存在する。
旧日本軍と同様に、幹部自衛官の儀礼刀の扱いは兵器ではなく服装（服制）の一部となっている。儀礼刀は防衛駐在官などが外国において礼装をする場合、儀仗隊指揮官が特別儀仗服装をして儀仗を行う場合、練習艦隊が遠洋航海に際して儀仗を行う場合などのほか、幕僚長が国際儀礼上特に必要があると認め、儀礼刀を着用することを命じた場合に佩用される。また自衛官が結婚式を行う際にも着用できるが、儀礼服と共に貸衣装業者からのレンタルとなる。
自衛官だけでなく防衛大学校学生も観閲式などで着用することがある。
その制式は自衛隊法施行規則（昭和29年総理府令第40号）の別表の定めるところによる。
刀身
青銅に銀色のメッキとする。
柄
弦つき型とし、握部はほお材を白色の革で覆い、柄巻飾りを施す。柄金および鍔弦部は、金色金属製とし模様を施す。防大学生用儀礼刀の握部は白色プラスチック。
鞘
ほお材を黒色の革で覆い、金色金属製の鞘飾りおよび胴輪二個をつける。防大学生用儀礼刀の鞘は鋼材を黒色革で覆う。
刀緒
金色の丸打紐とし、先端に瓢型の房をつける。防大学生用儀礼刀の刀緒は紺色。
刀帯
帯は黒色革製とし、長緒および短緒の二本の吊緒をつける。前章は金色金属製とし、模様を施す。防大学生用儀礼刀の帯は白色布製とし、長緒および短緒の二本の吊緒を一ヶ所につけ帯には負帯をつける。止金は銀色金属製とする。

## 軍刀を使う戦技
日本軍では剣道などの武道を奨励したが、道場で両手持ちの竹刀を使う競技用の剣術であるため、現状に合わせた剣術が求められた。
軍刀を使う戦技として、陸軍戸山学校は明治期に片手軍刀術を、大正期に両手軍刀術を制定した。武道家が考案した流派としては、台湾出兵・西南戦争に従軍した隈元実道が編み出した振気流や、第一次世界大戦の青島の戦いに従軍した大島治喜太の片手軍刀流がある。
昭和期には陸軍戸山学校で短期速成的な軍刀操法が制定された。この軍刀操法は太平洋戦争後、戸山流という名称の居合道となり、民間に普及した。
海軍は陸戦主体でないため、陸軍に比較すれば熱意は低かったが、昭和期に軍属の高山政吉が考案した高山流抜刀術が指導されていた。

## 軍刀の所持
軍刀のうち、刀身が工業刀であるものは「銃砲刀剣類登録」を受けにくい。これらは、銃砲刀剣類登録規則（昭和三十三年文化財保護委員会規則第一号）にある日本刀にはあたらないと判断されることが多いためである。ただし、登録の可否は審査員の個人的判断によるところが多く、工業刀であっても登録証が発行されている例はある。また、美術的な価値を審査する銃砲刀剣類登録ではなく、公安委員会の銃砲刀剣類所持許可申請では、遺品で刃を落としてあれば通常は許可が下りる。また刀身を切断するなど、刀剣の銃刀法の規制範囲外となるように加工することでも許可が下りる。
終戦後、相当数の軍刀は官給刀を中心に廃棄処分または連合軍将兵の戦利品・スーベニアとして海外に流出した。登録を受けられなかったものは博物館や戦争関連の公共施設に譲渡され管理を受けている例もある。また例外として一代限りの所有許可を受けて本人や遺族が所有している場合もある。
近年所有者の高齢化・刀剣類所持の規定が厳格に運用されている現状を鑑み、所有者の死去に伴い処分若しくは最寄りの市町村教育委員会・博物館への寄贈が行われている。自衛隊の広報資料館（北鎮記念館など）では地元住民による戦争資料の提供を受けており、軍刀や軍服を保管・展示している。遠軽駐屯地の資料館に寄贈された軍刀のように美術品登録されている例もある。

## 海外
フランス軍の影響により多くの軍隊ではフランス風のサーベルを儀礼刀として規定しており、ウィルキンソン・ソードから事業を引き継いだゾーリンゲンのWKCやプーリー・ソード社（Pooley Sword）などの専門業者も存在している。
儀礼刀は実用性を問われないため基本的に一度採用すると変えることは稀で、100年以上も同じ制式の軍刀を使用することがある。例としてアメリカ海兵隊のアメリカ海兵隊下士官刀は1859年に採用されて以降、若干の改良を施したものを採用し続けたため、アメリカ全軍で最も古く採用期間が長い装備品となった。アメリカ陸軍でも、1902年採用のM1902陸軍士官刀が現在まで使用されている。
一部の国ではサーベルではなく自国の伝統的な刀剣を採用することもあり、ロシア軍ではロシア帝国時代に導入されたシャシュカに鍔を付けた「1881年式竜騎兵サーベル」を受け継いでいる。中東の軍ではシャムシール風の軍刀が多く採用されている。
イギリス軍の近衛兵にはサーベルの他、パルチザン (武器) や弓矢など各部隊独自の儀礼用装備が規定されている。ロンドン塔の観光ガイドを担当するヨーマン・ウォーダーズもパルチザンとサーベルが与えられているが、どちらも式典の際にだけ装備する。イギリス軍はグルカ旅団の兵士に武器と自活道具を兼ねたククリの携行を認めている。
バチカンのスイス衛兵では銃器のほかにフランベルジュ・パルチザン・ハルバードなどの刀剣類が規定されており、実際の警備でも使うため取り扱いの訓練を受けている。
中東のハンジャルのような儀礼用ナイフを持つ伝統がある地域では、正装時に着用を認めることがある。

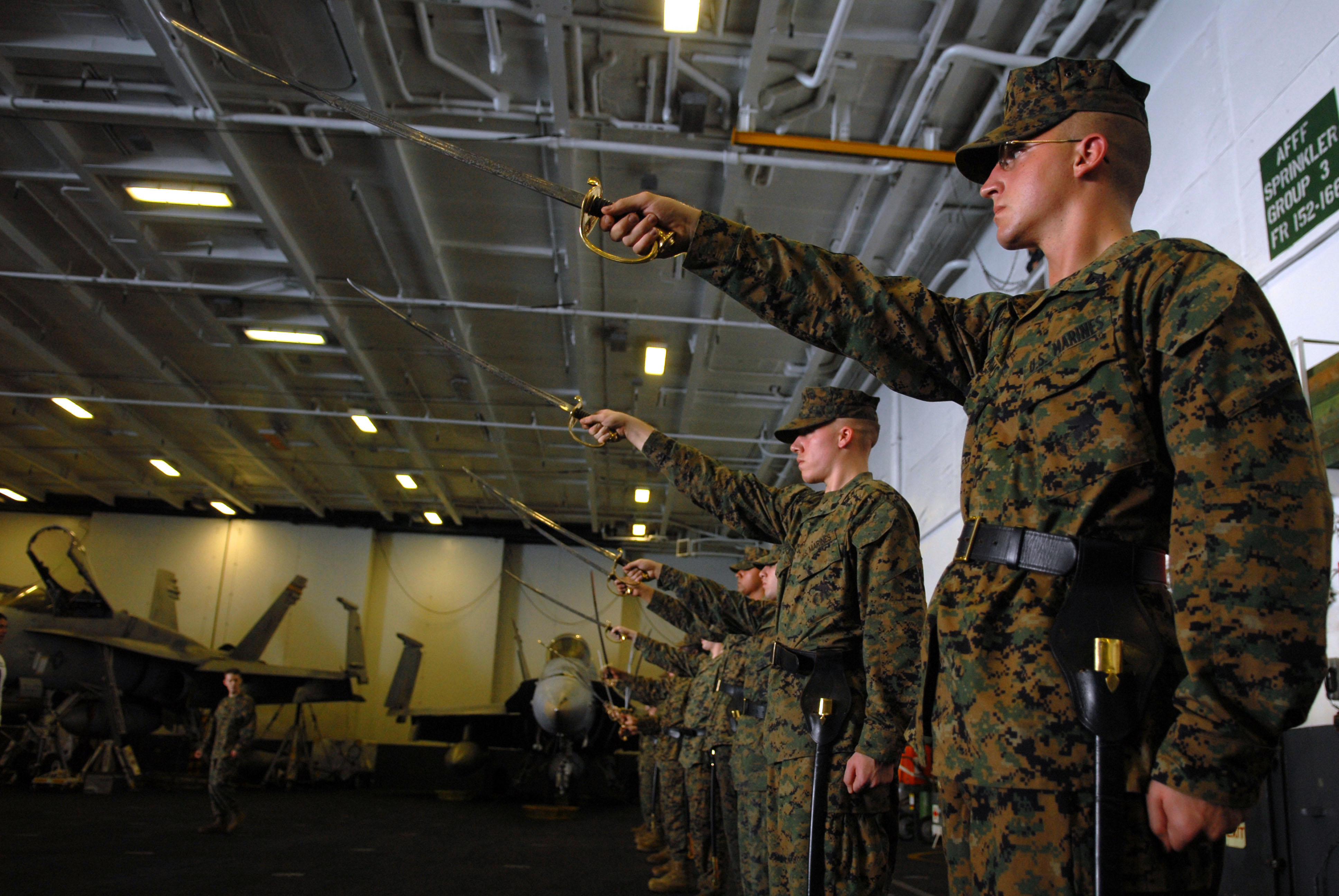
アメリカ海兵隊下士官刀を使用した儀礼の訓練。
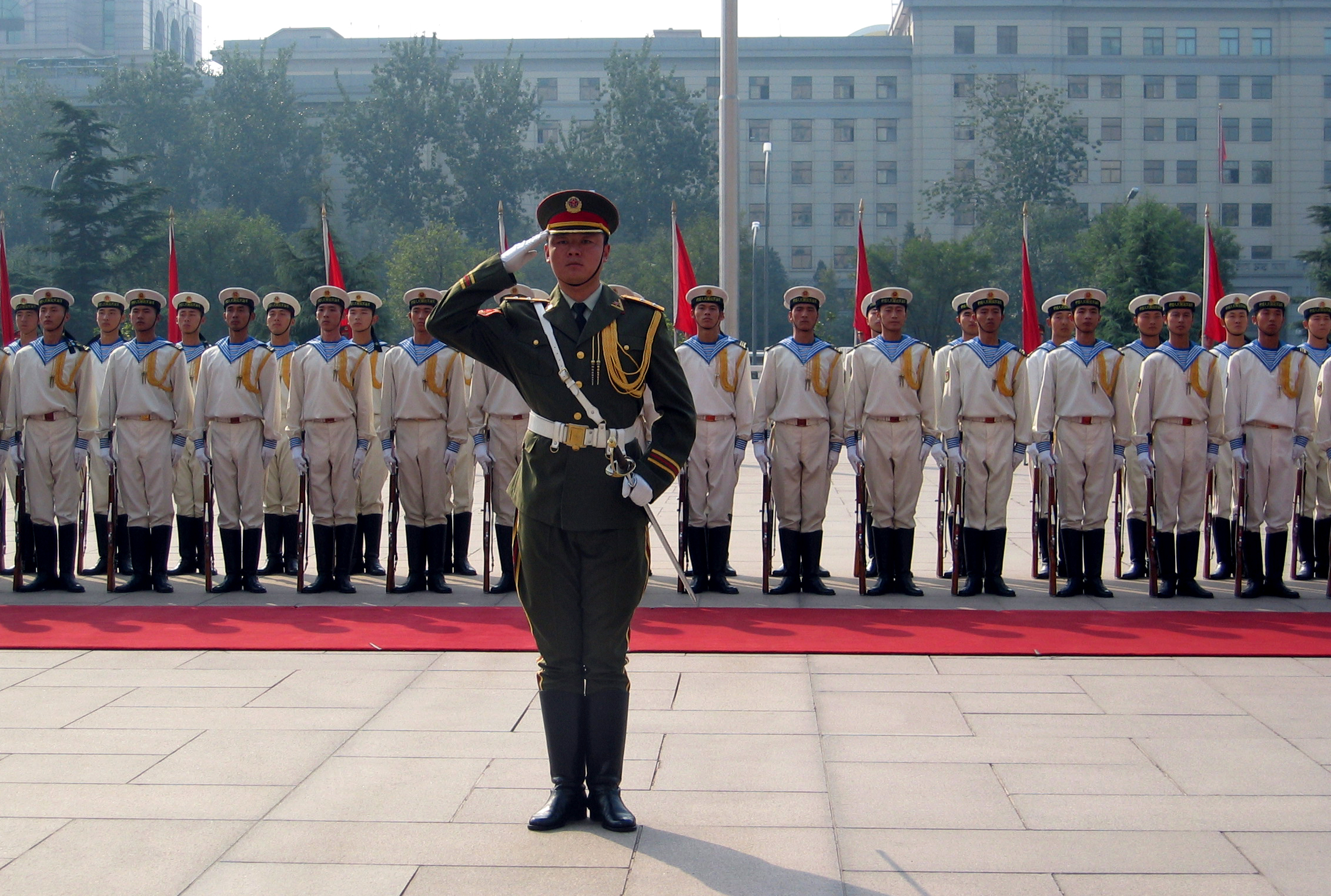
中国人民解放軍三軍儀仗隊の指揮刀、エペとサーベルを折衷したような洋刀外装に納められた直刀である。
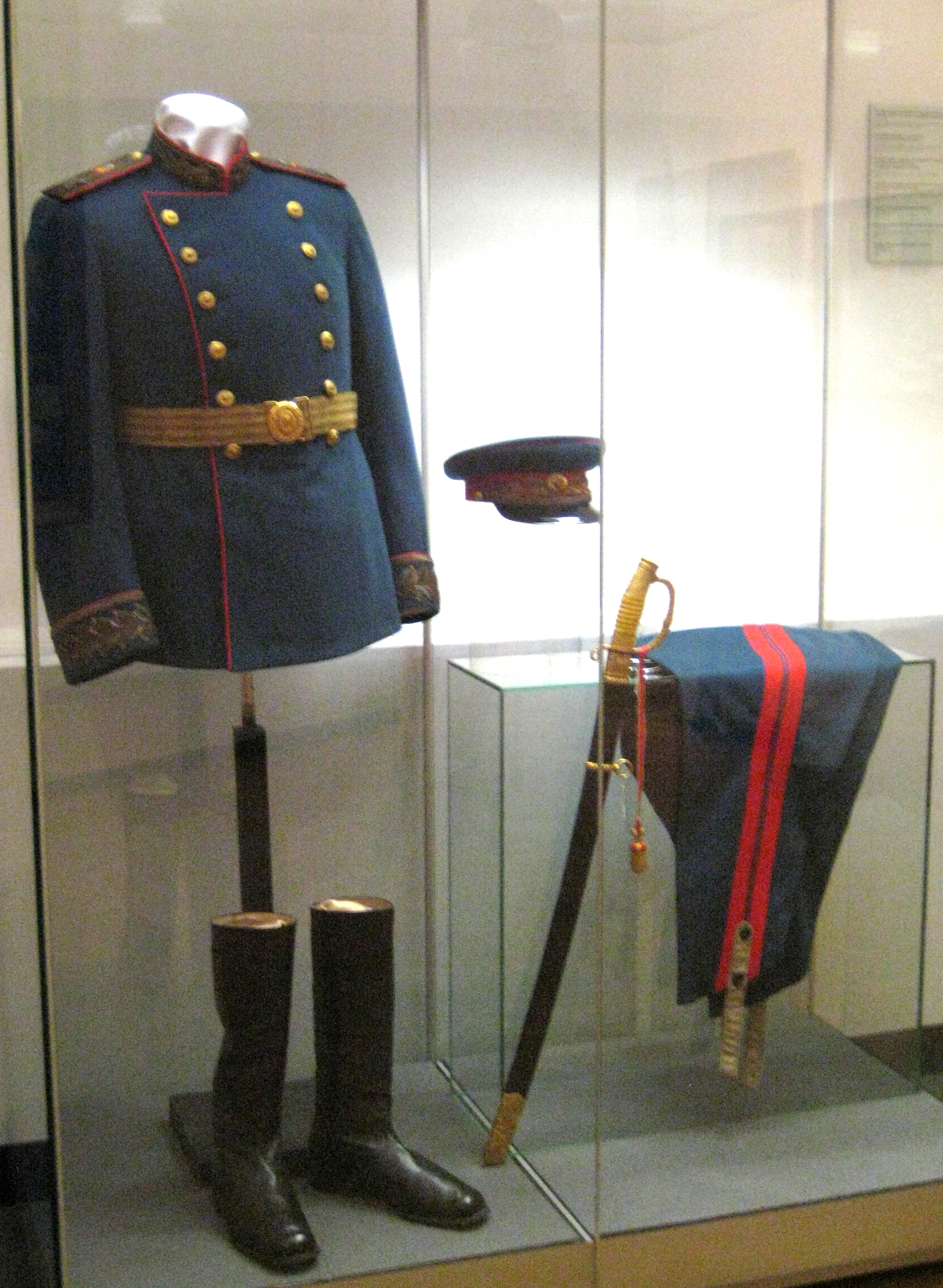
ソ連軍将校用の1881年式竜騎兵サーベル（ヨシフ・スターリンの軍装）。
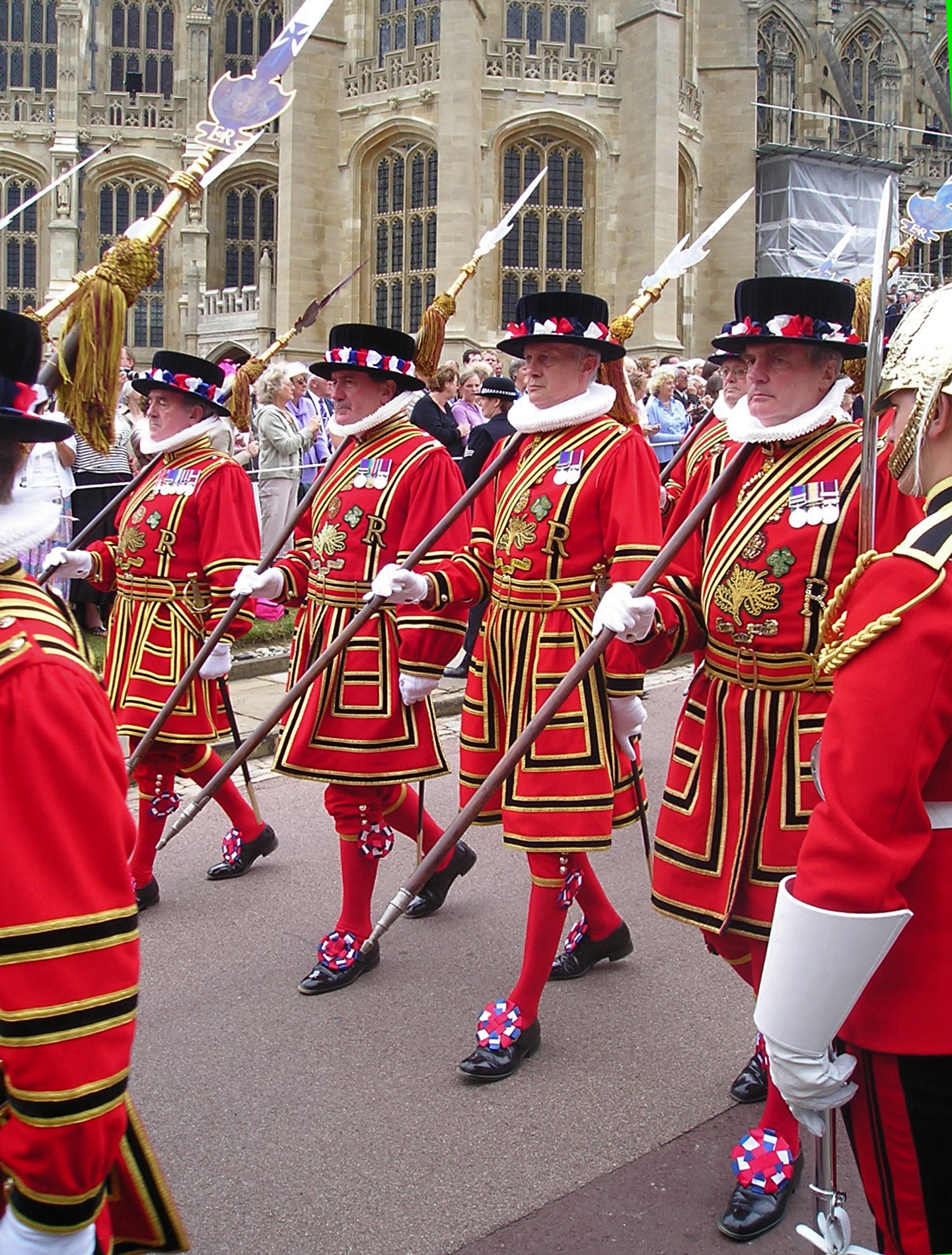
パルチザンとサーベルを持ったヨーマン・オブ・ザ・ガード。
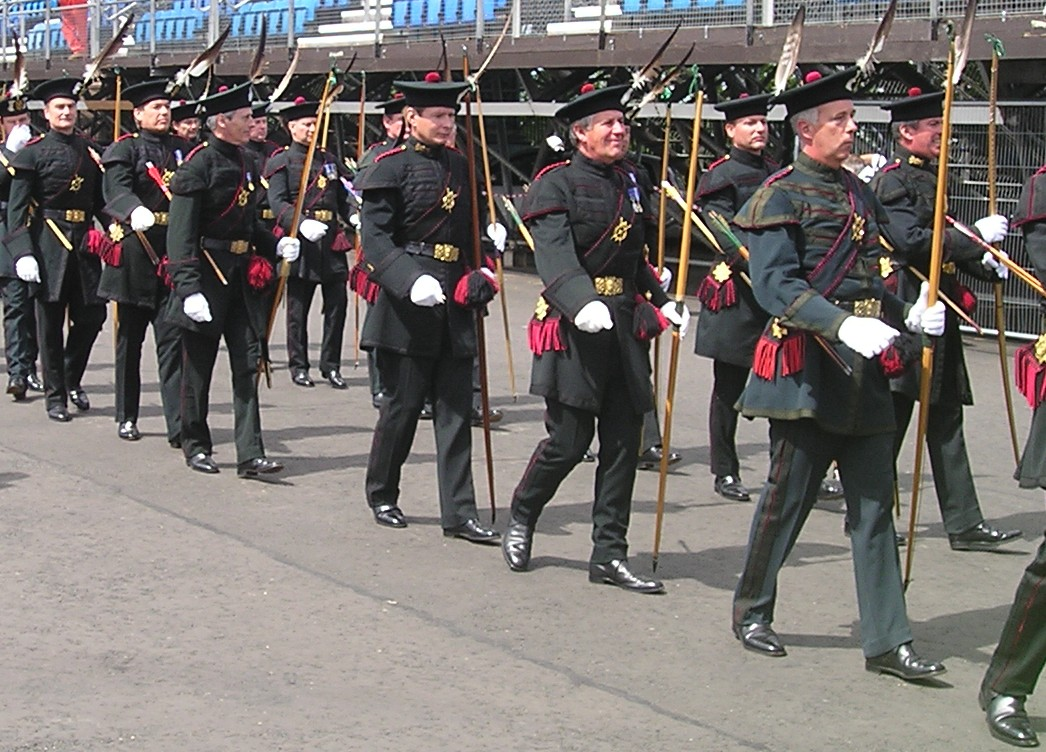
弓矢を持ったロイヤル・カンパニー・オブ・アーチャーズ。
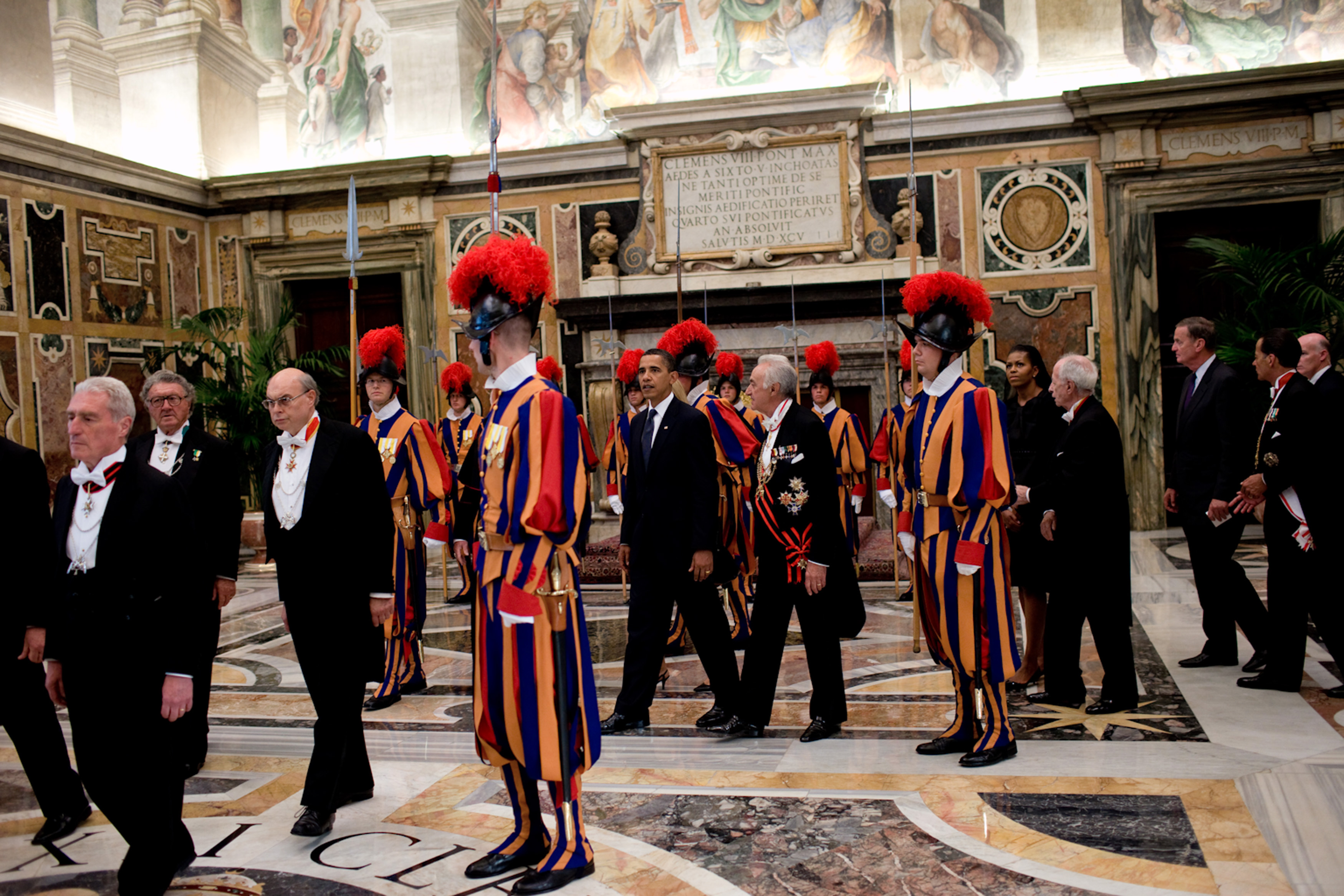
パルチザンやハルバードを持ち、帯剣してバラク・オバマアメリカ合衆国大統領夫妻の警護に当たるスイス衛兵。
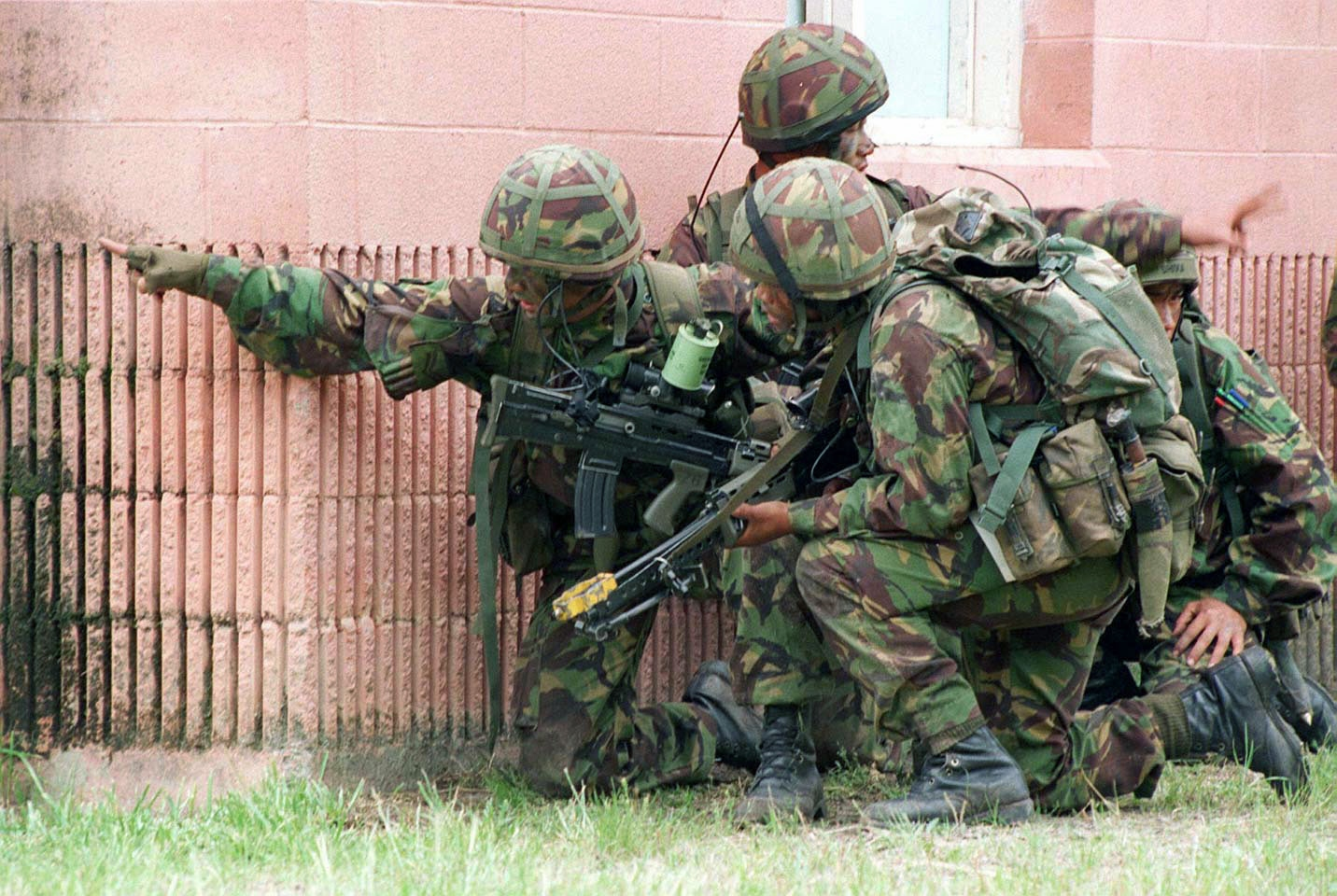
腰にククリを携行したグルカ旅団の兵士。